# Biserica reformată din Rădești
Biserica reformată din Rădești este un monument istoric aflat pe teritoriul satului Rădești, comuna Rădești. În Repertoriul Arheologic Național, monumentul apare cu codul 6556.03. Este înregistrată în lista monumentelor istorice a județului Alba sub cod LMI AB-II-m-B-00266.

## Localitatea
Rădești (până în anii 1920, Tâmpăhaza, în maghiară Tompaháza, în germană Thomaskirch, Neudorf) este satul de reședință al comunei cu același nume din județul Alba, Transilvania, România.  Prima atestare documentară este din 1439.

## Biserica
Biserica a fost construită în a doua jumătate a secolului al XIII-lea, cu transformări ulterioare, în care se manifestă influențele gotice. Tavanul casetat datează din anul 1744. Caseta centrală din piatră poartă numele lui Bogdány Péter și Donát Ilona. Amvonul a fost ridicat în 1774 de Bogdány Anna.

## Vezi și
- Rădești, Alba

## Legături externe
- Fișă de monument
- Monumente istorice din România-Fișă și localizare de monument

## Imagini  din exterior

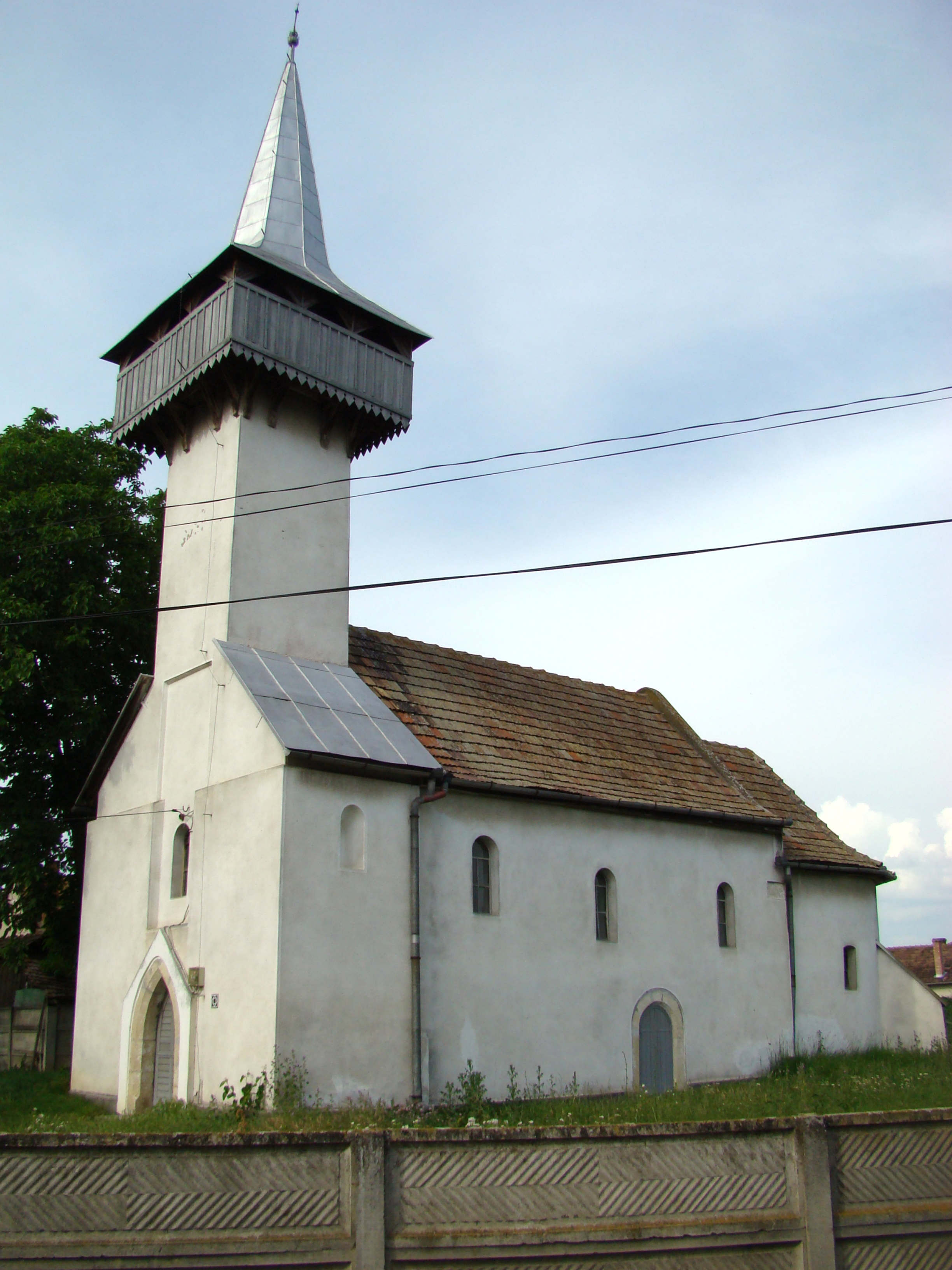
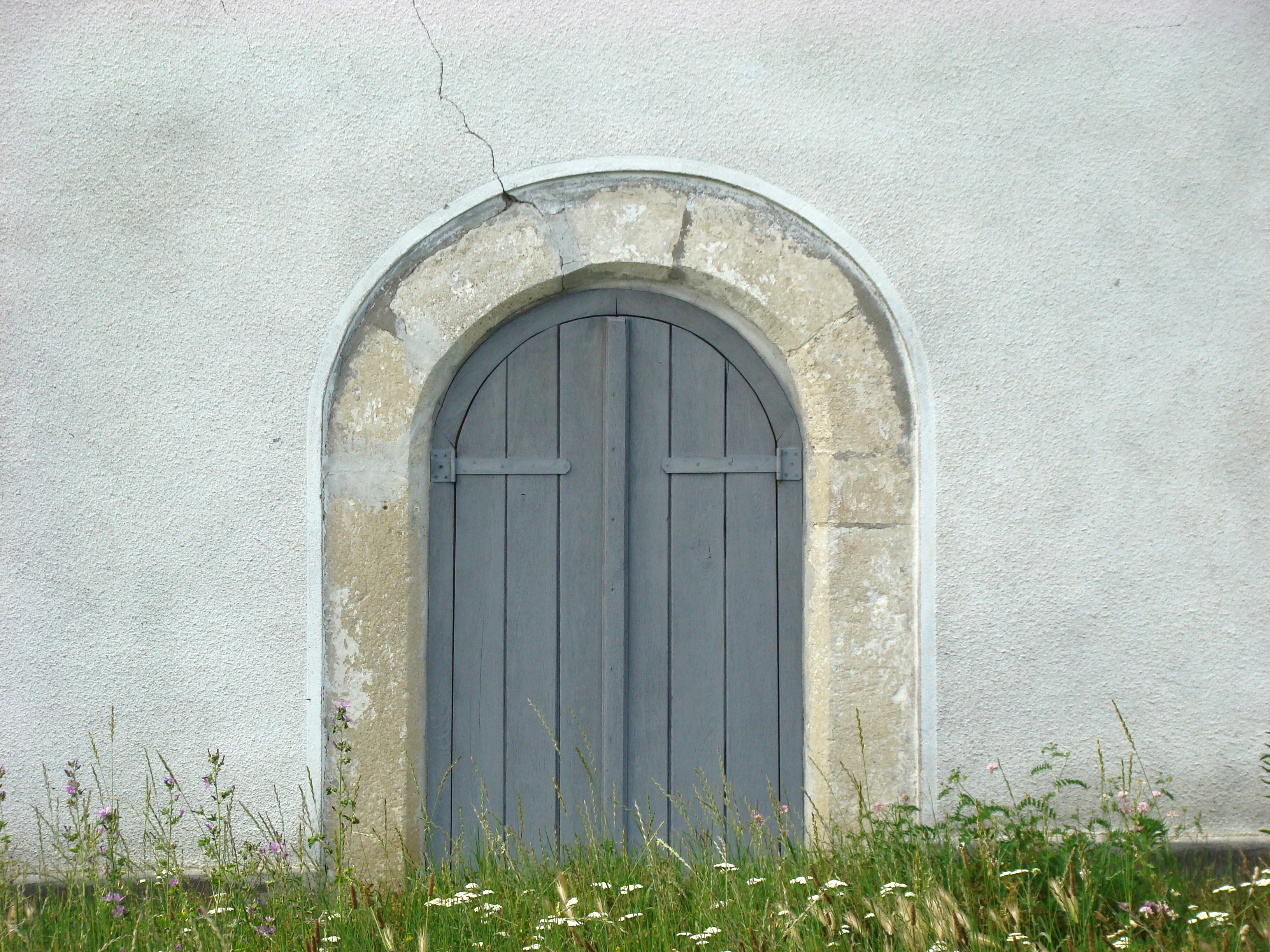
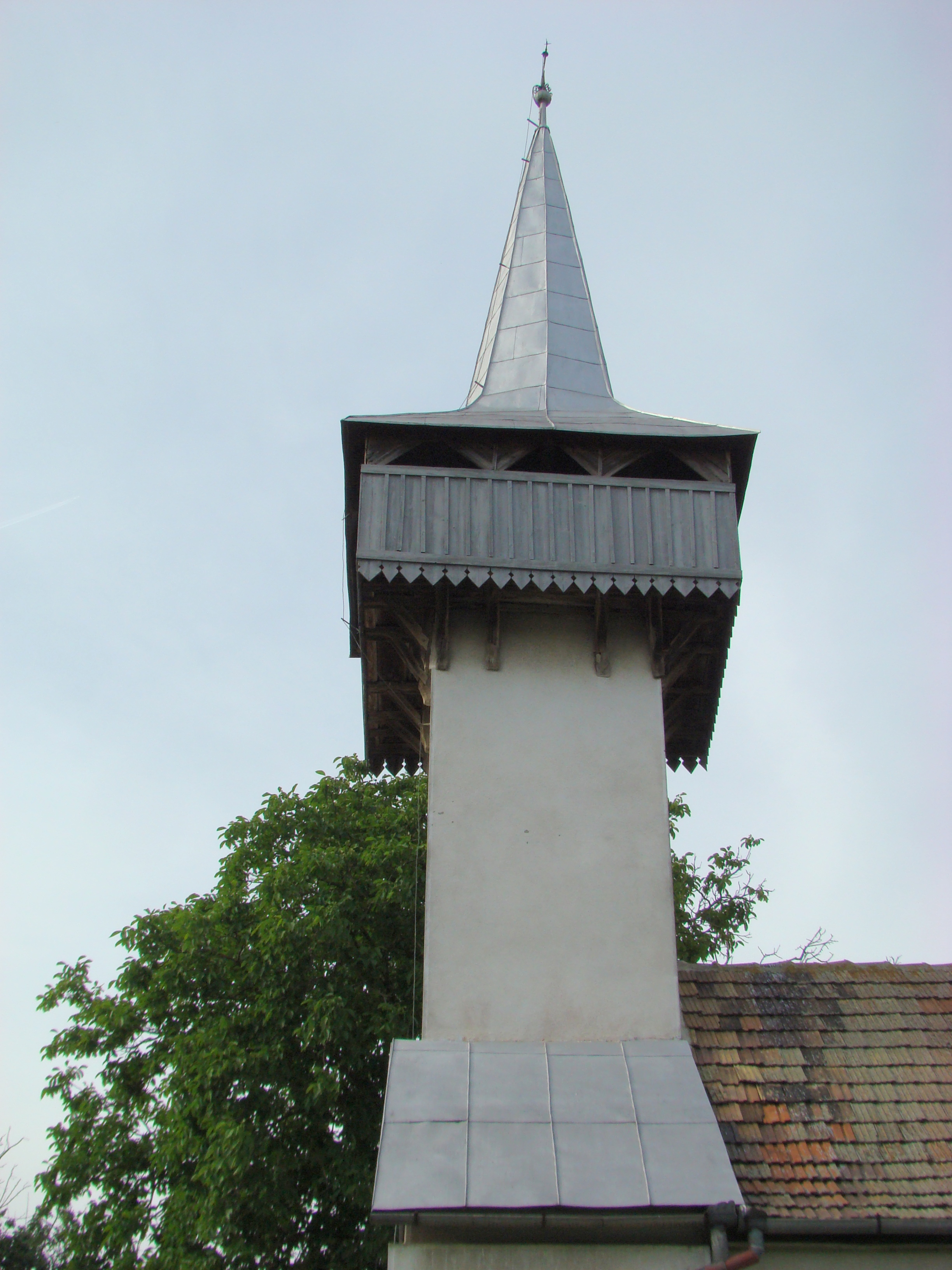
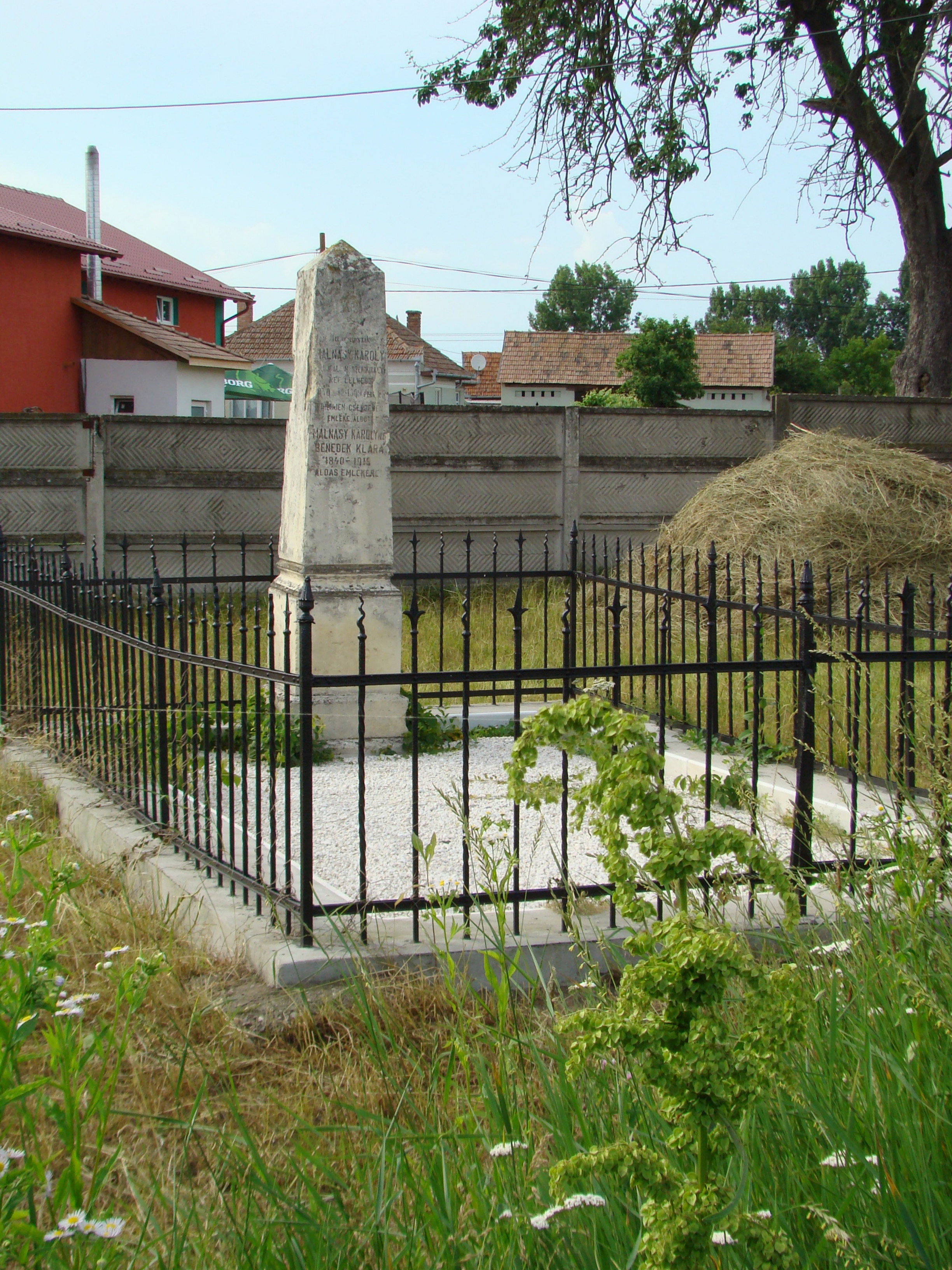
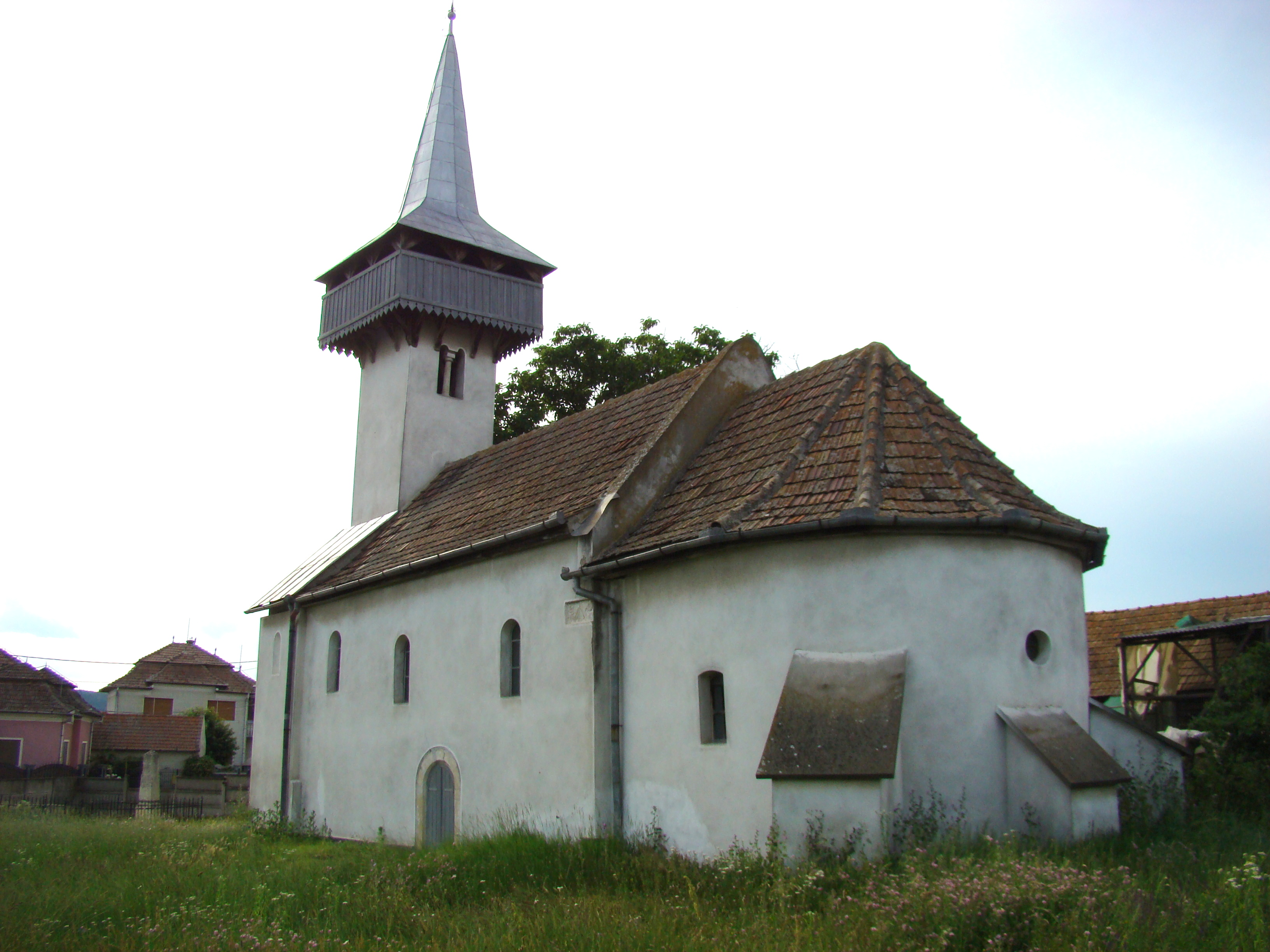
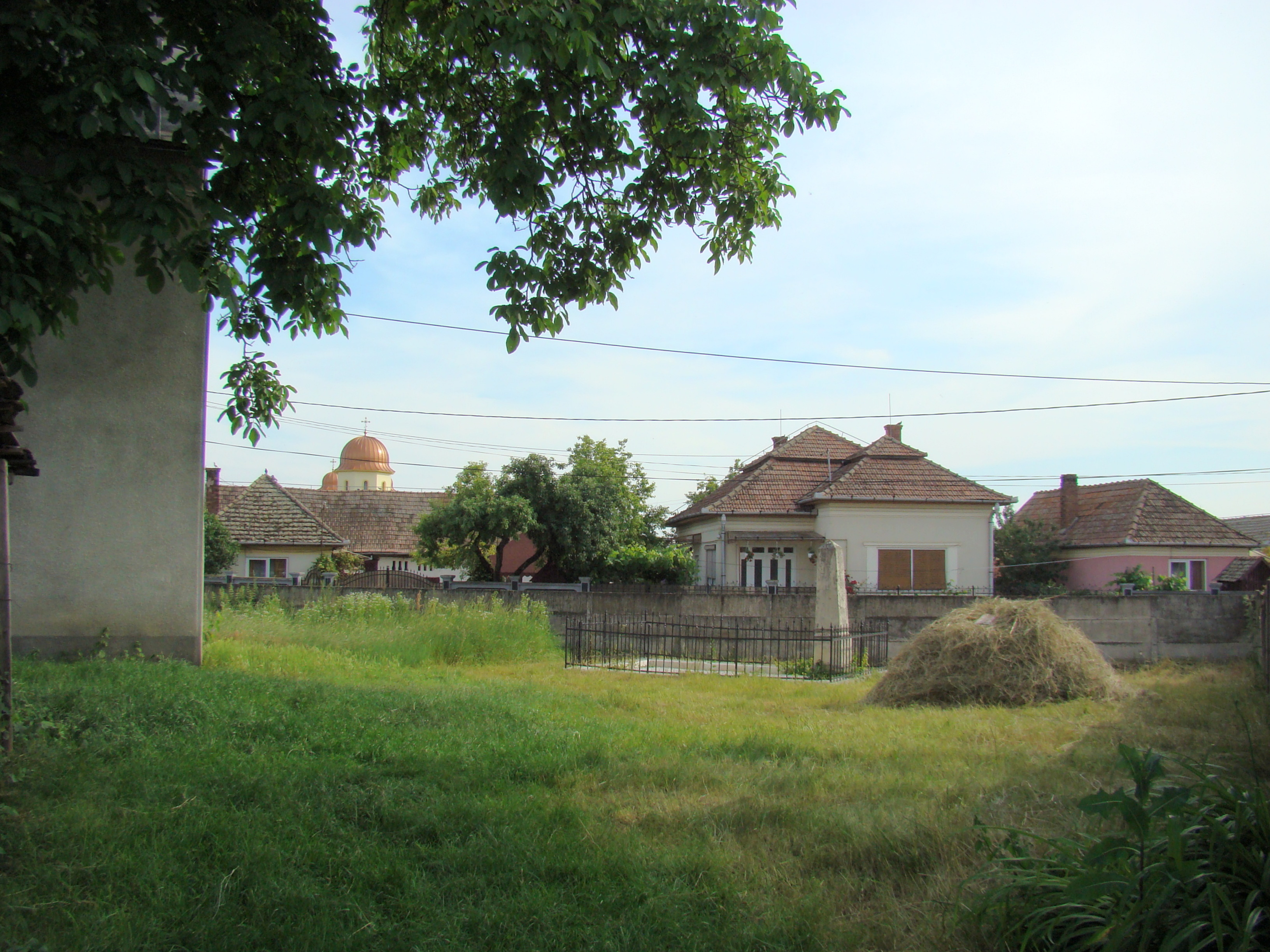
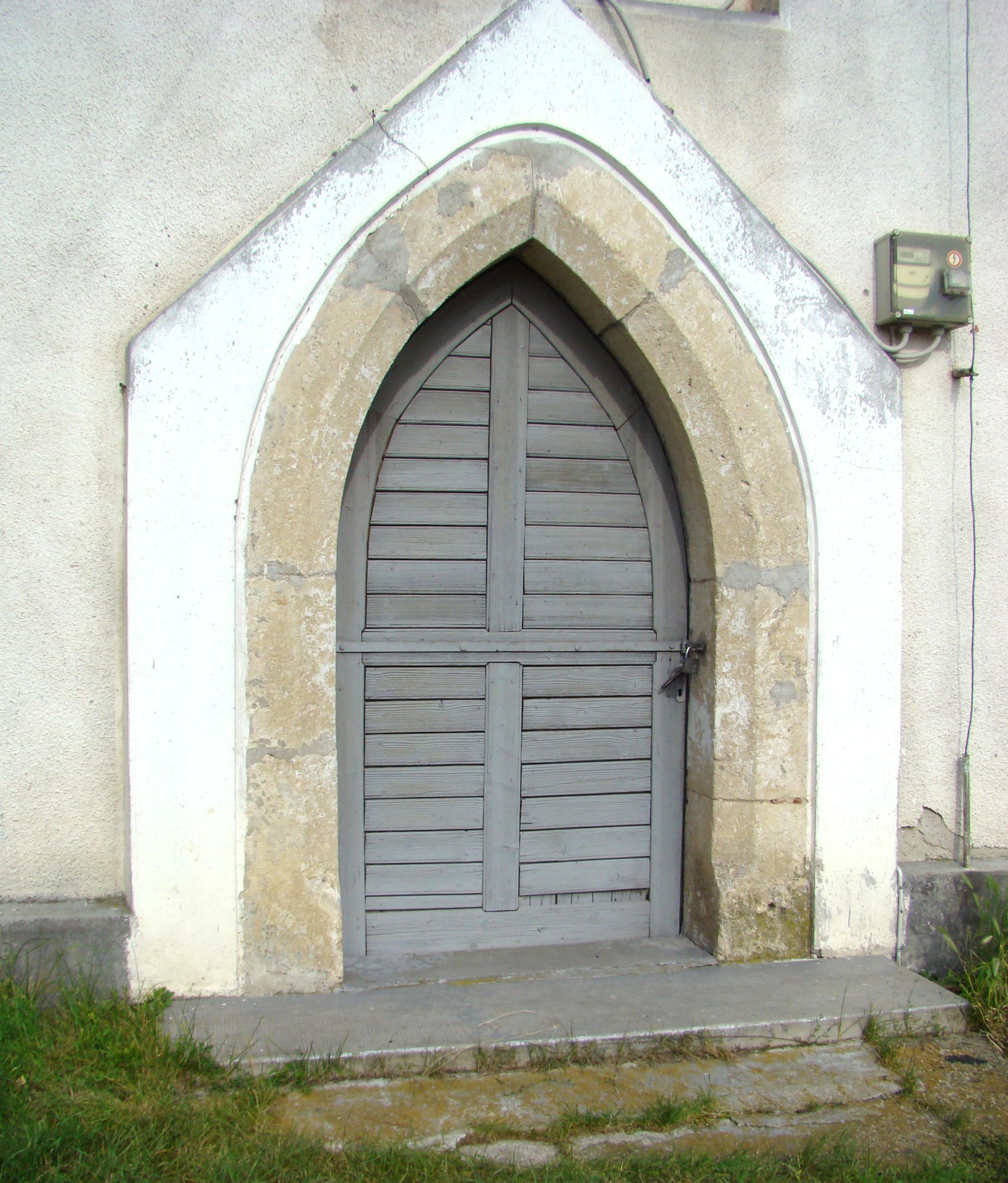
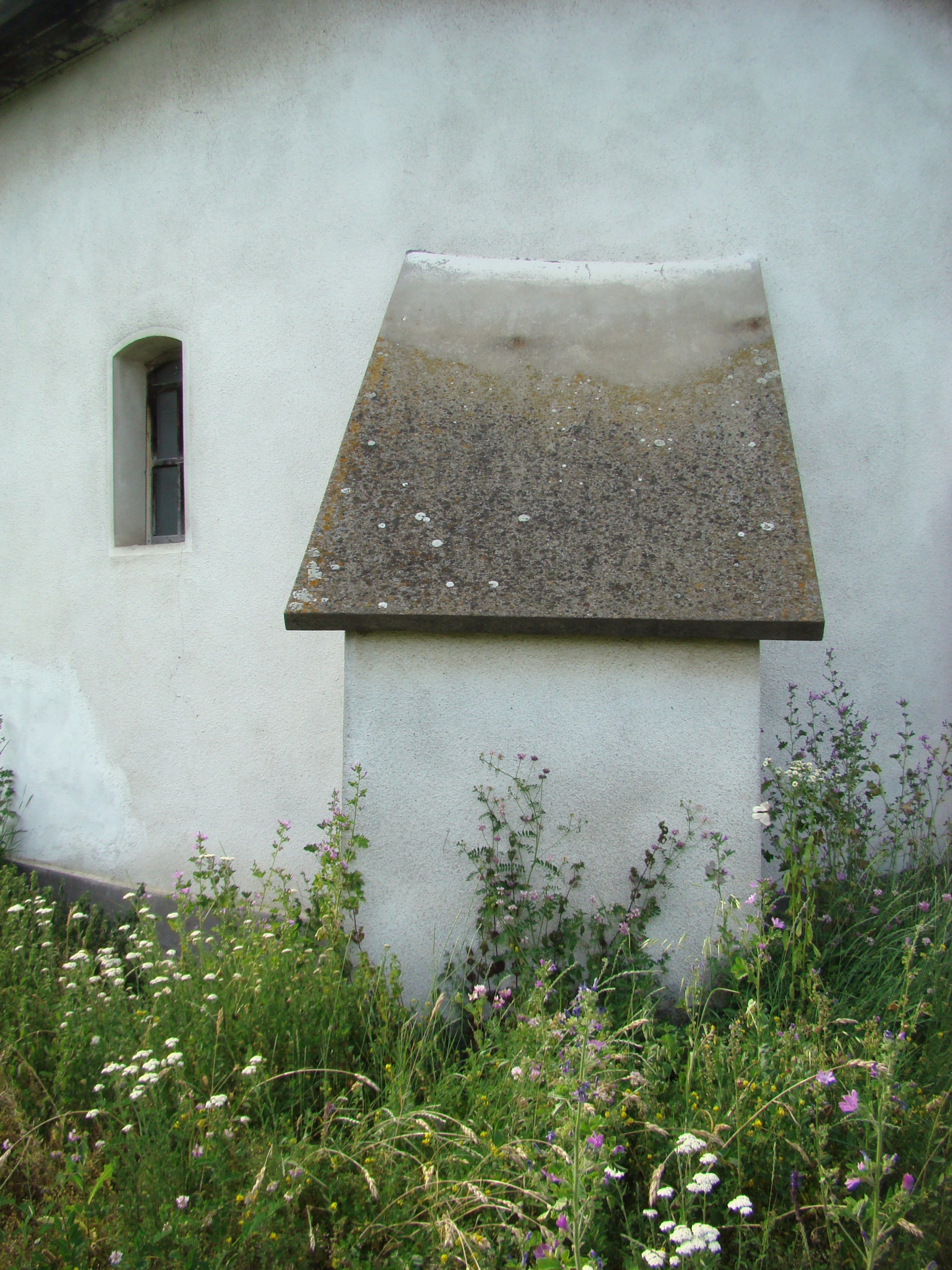
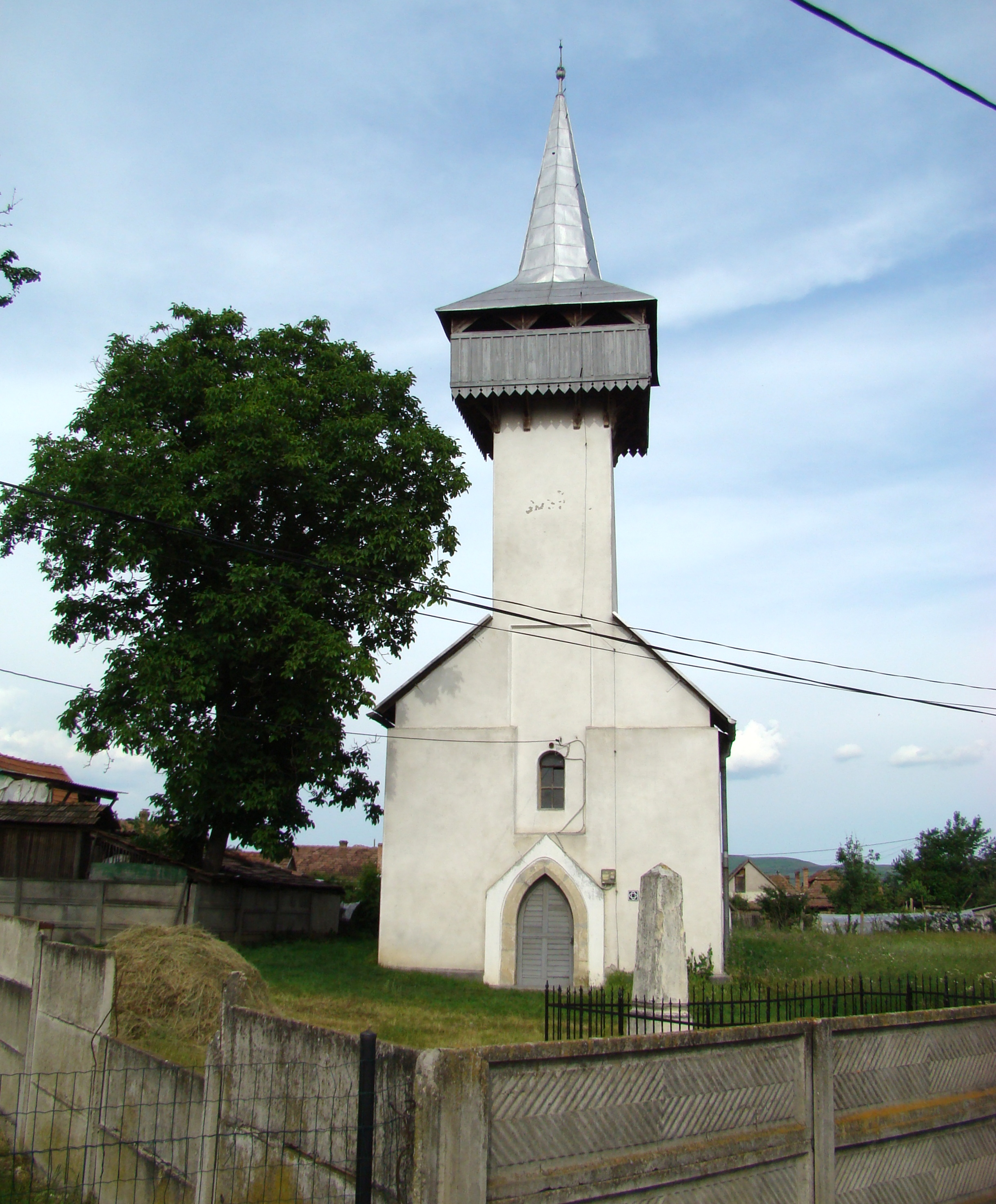
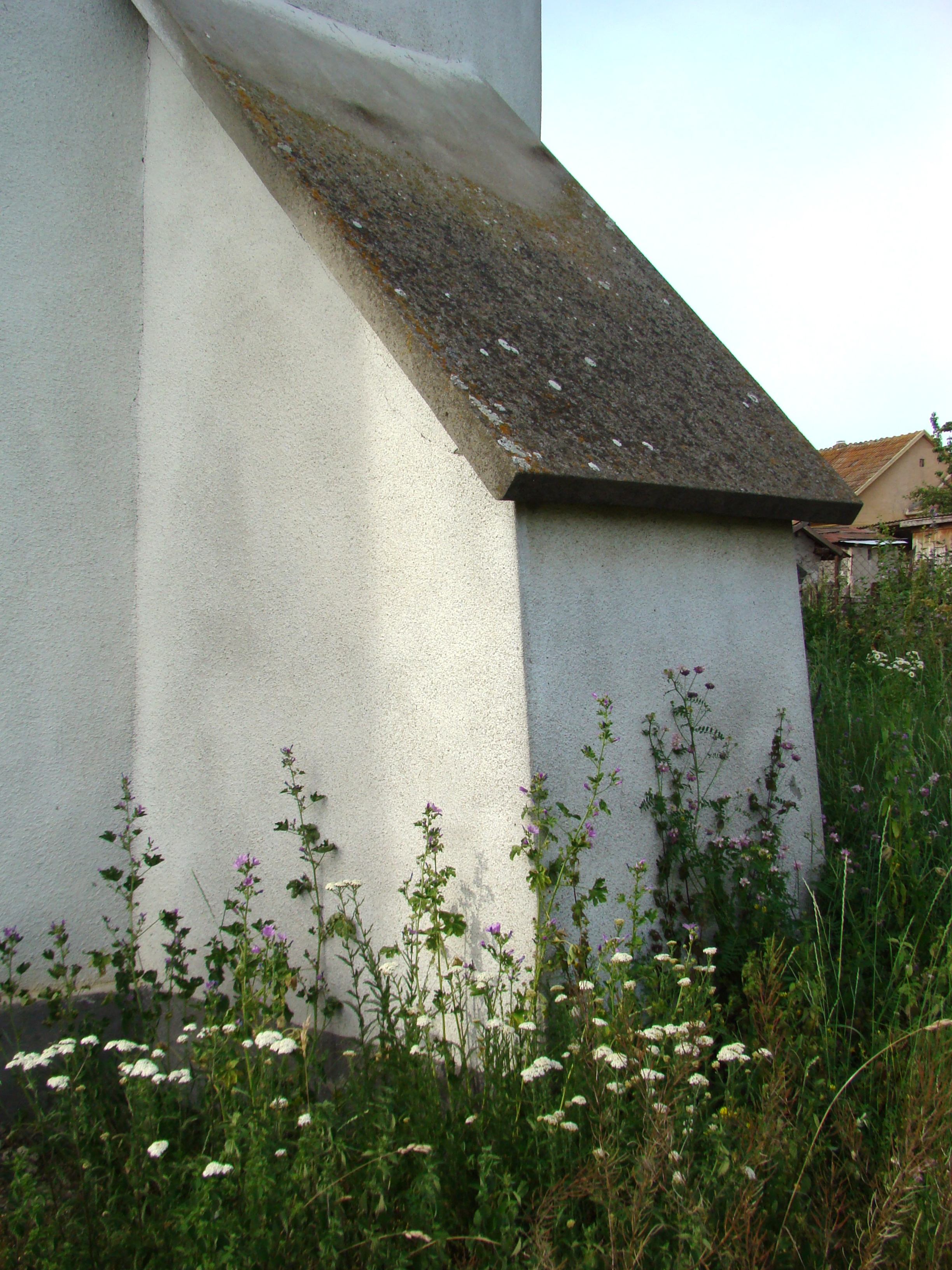
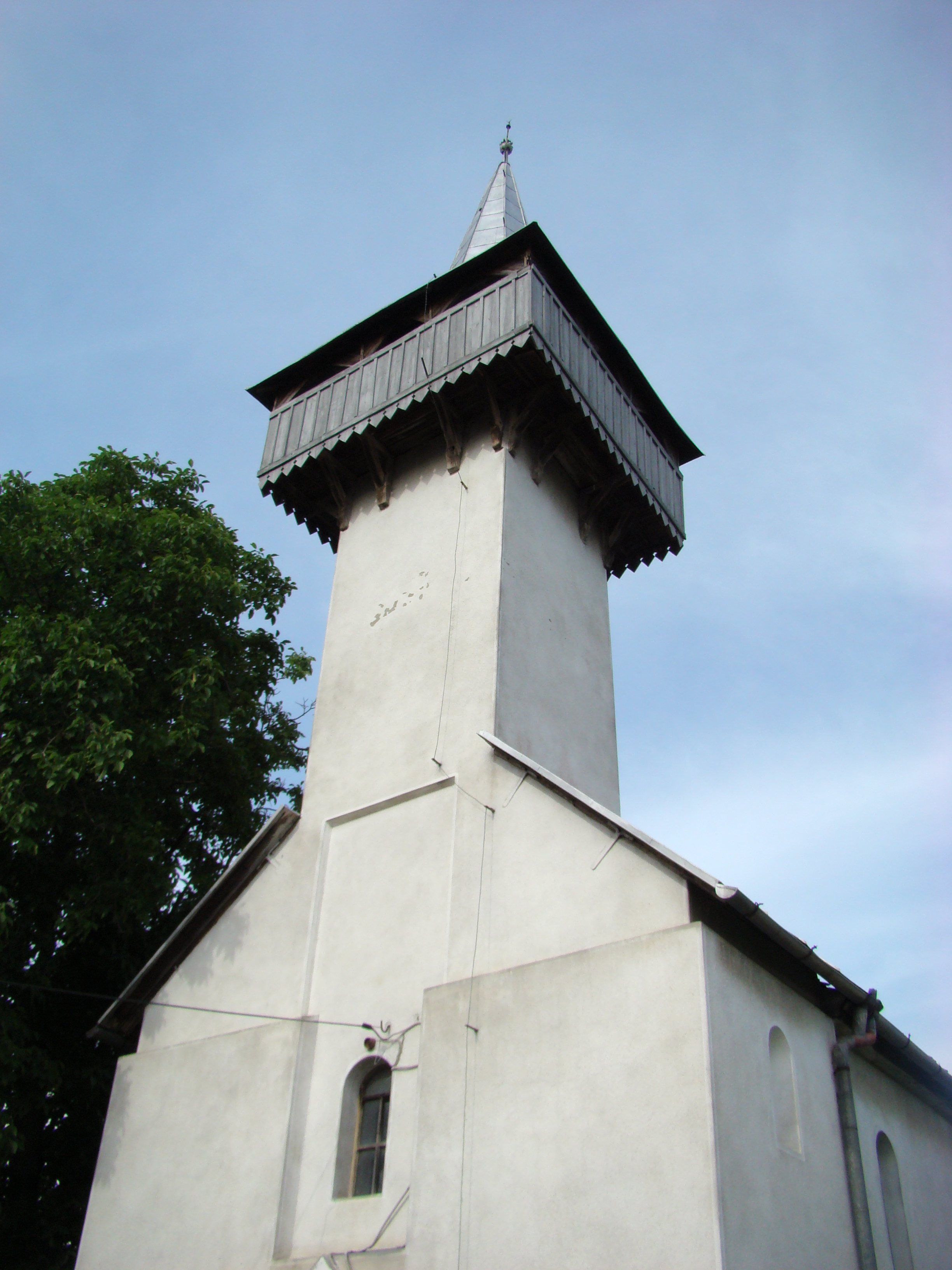
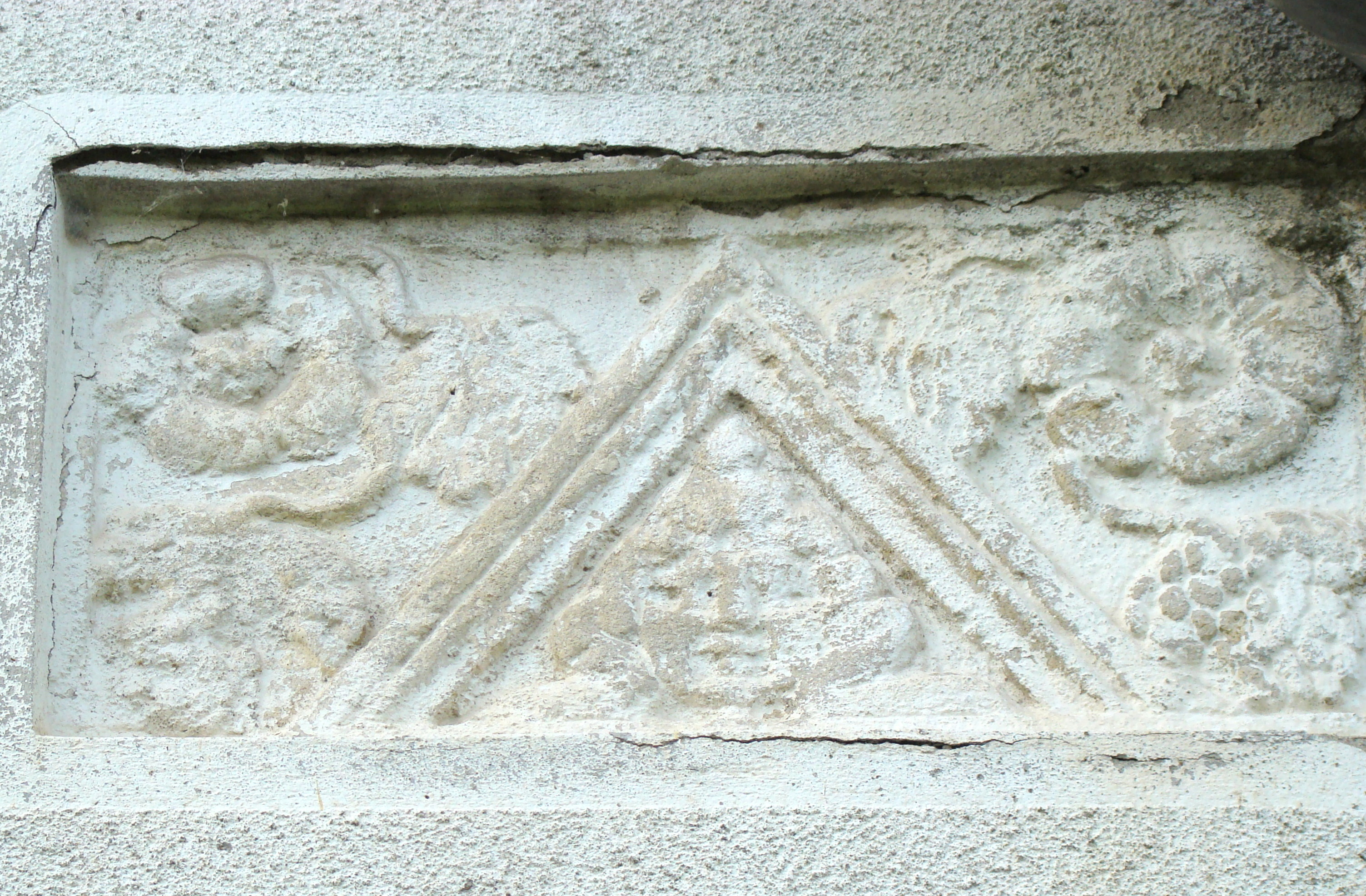
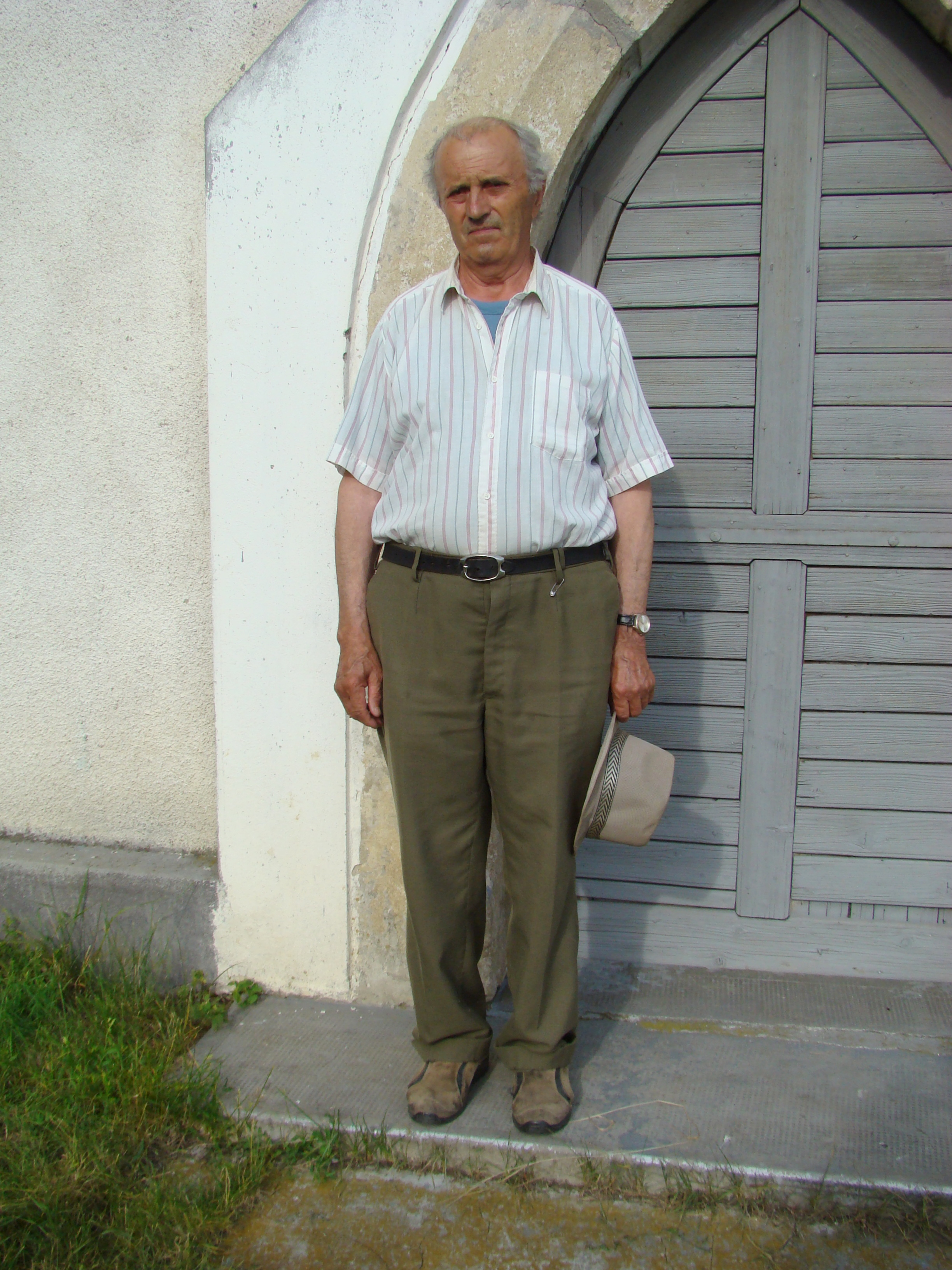
Clopotarul Boșca Aurel de la biserica reformată din satul Rădești

## Imagini  din interior

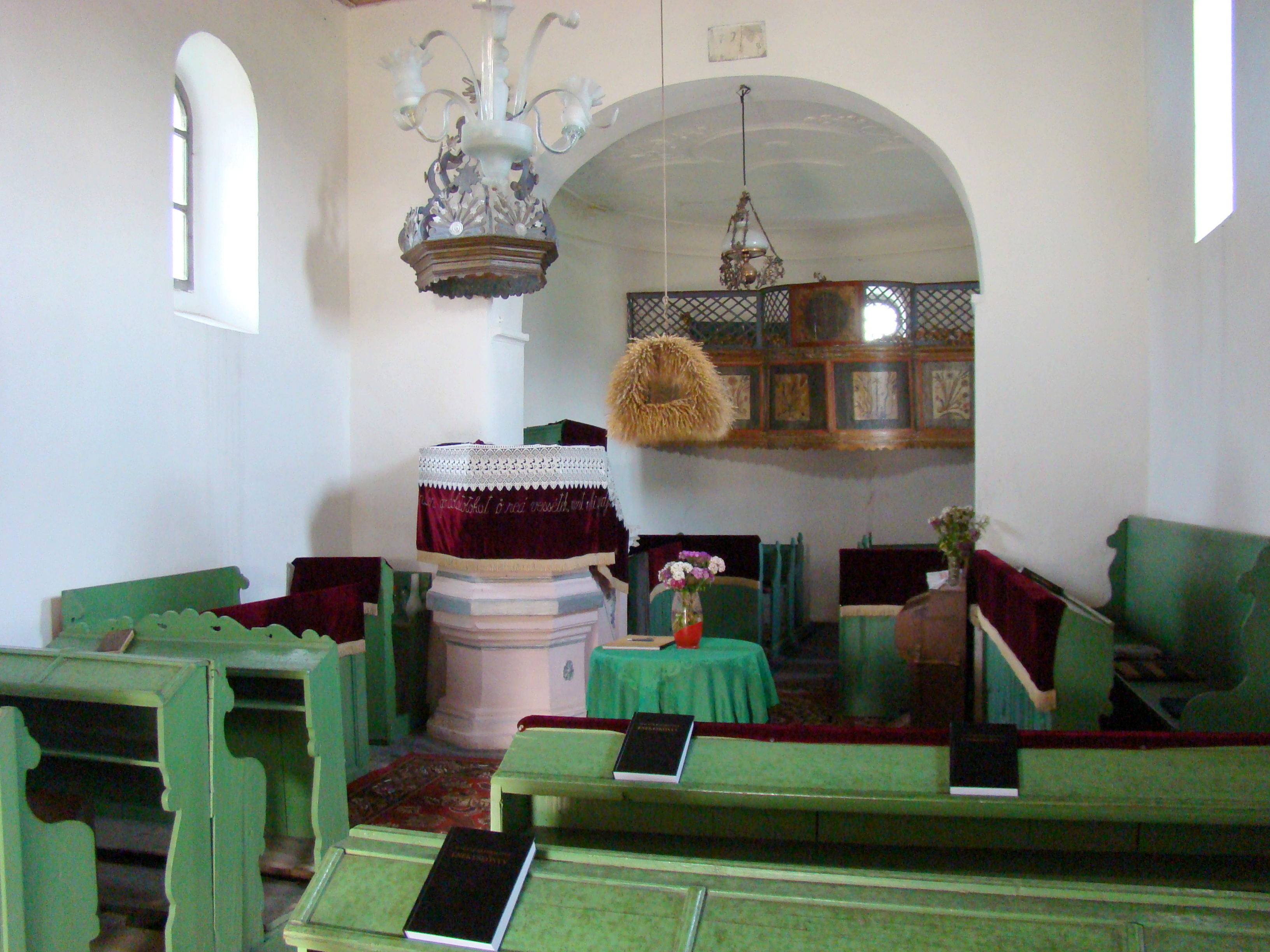
Interiorul bisericii reformate din Rădești
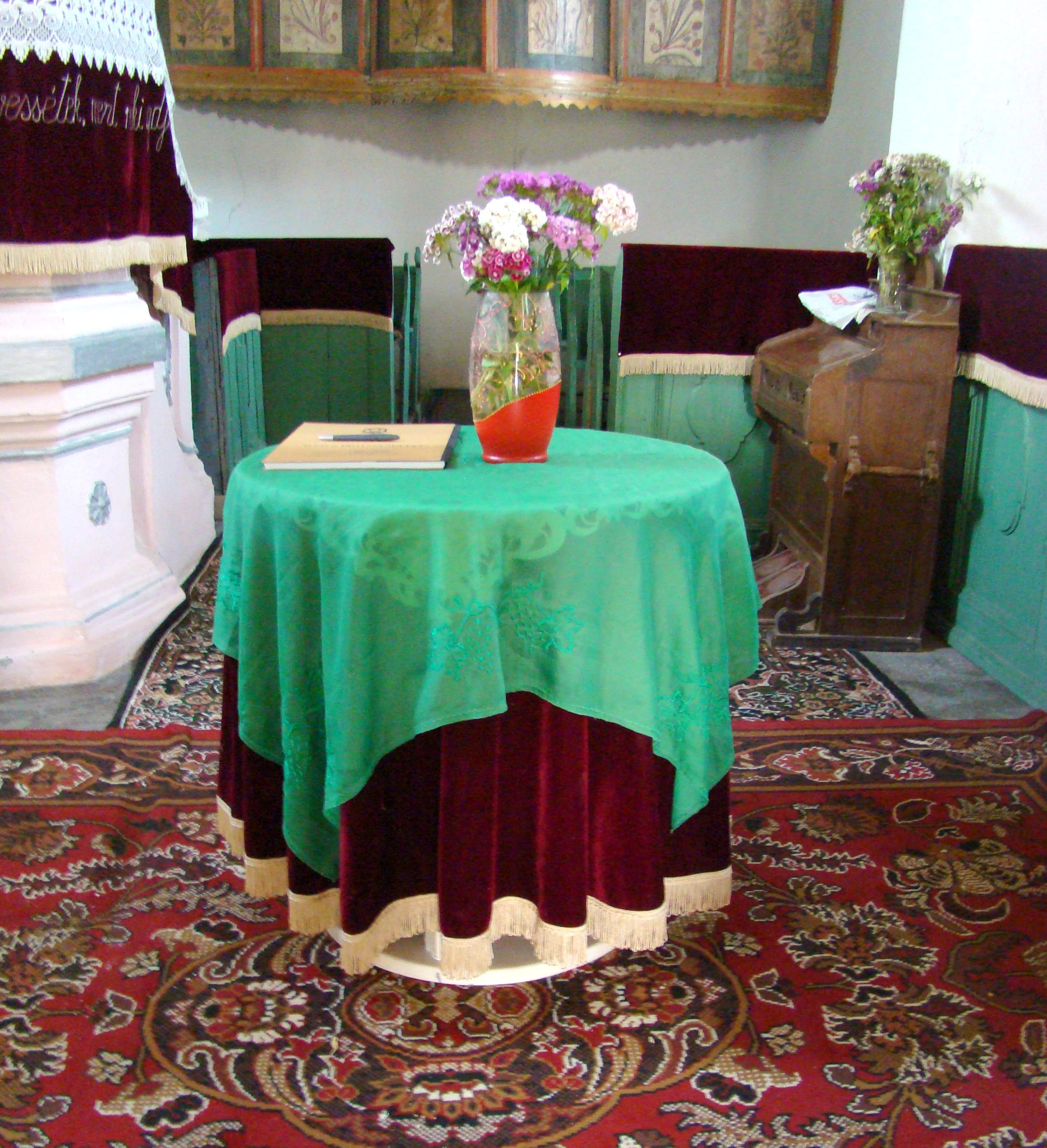
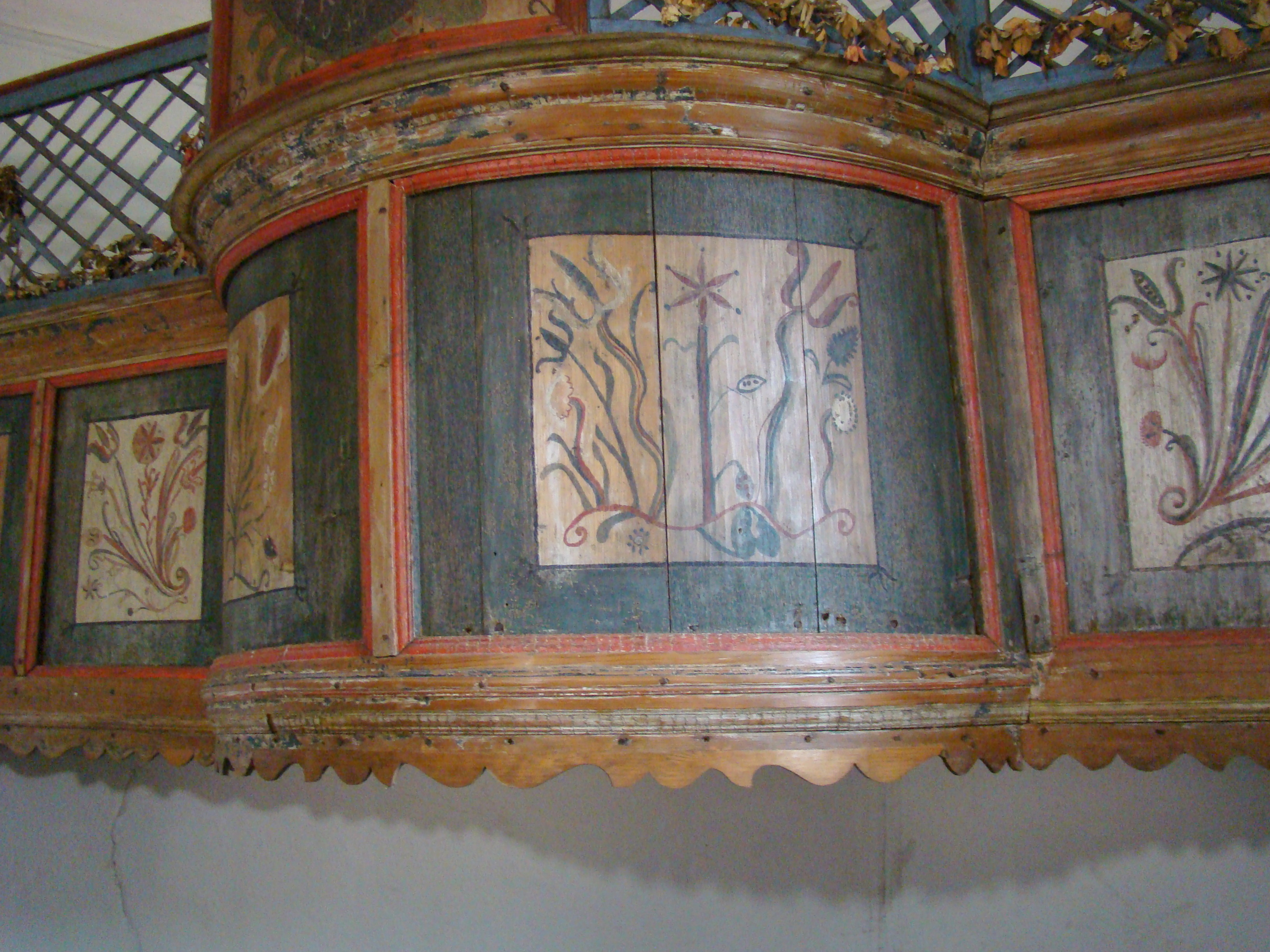
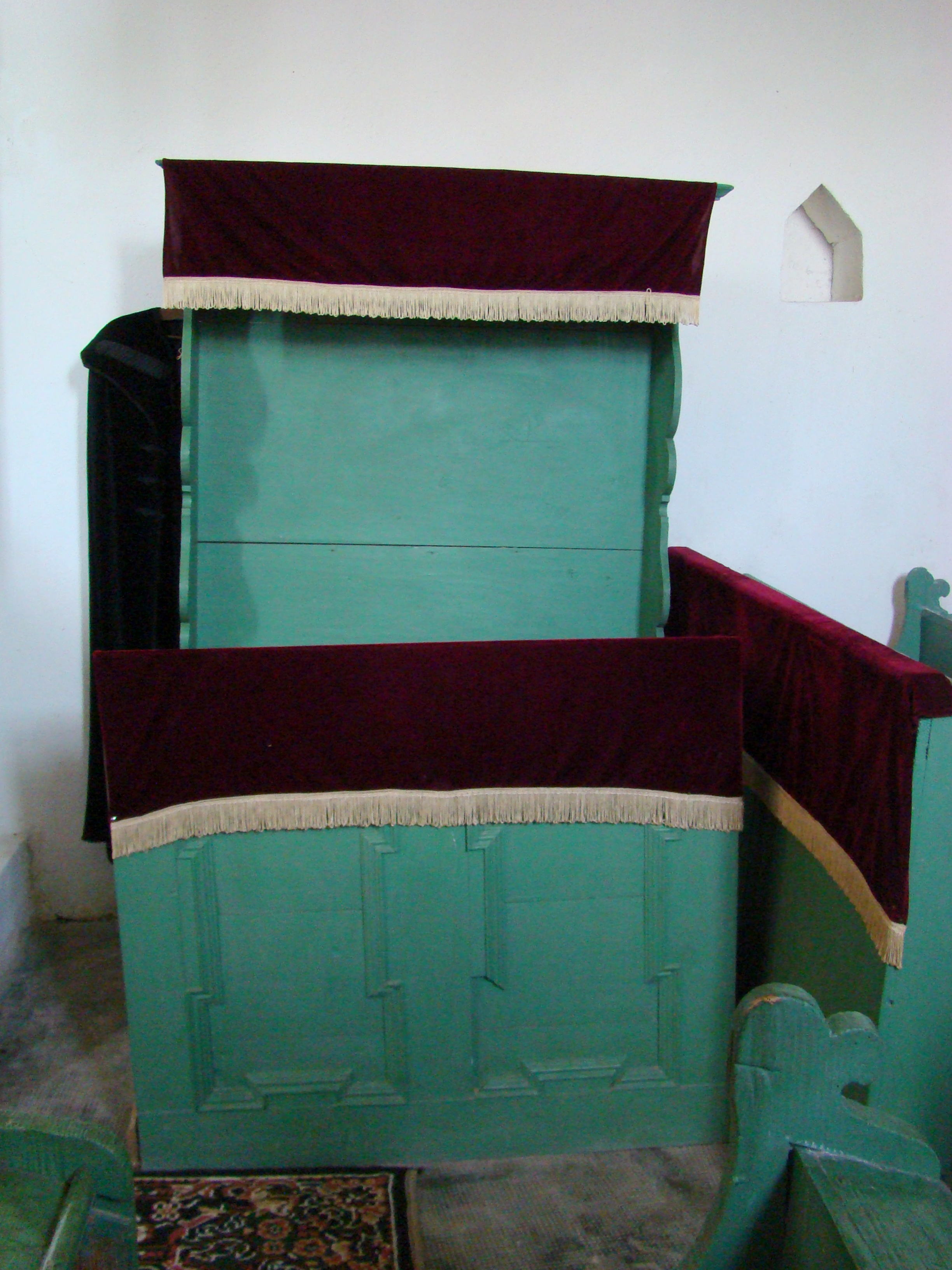
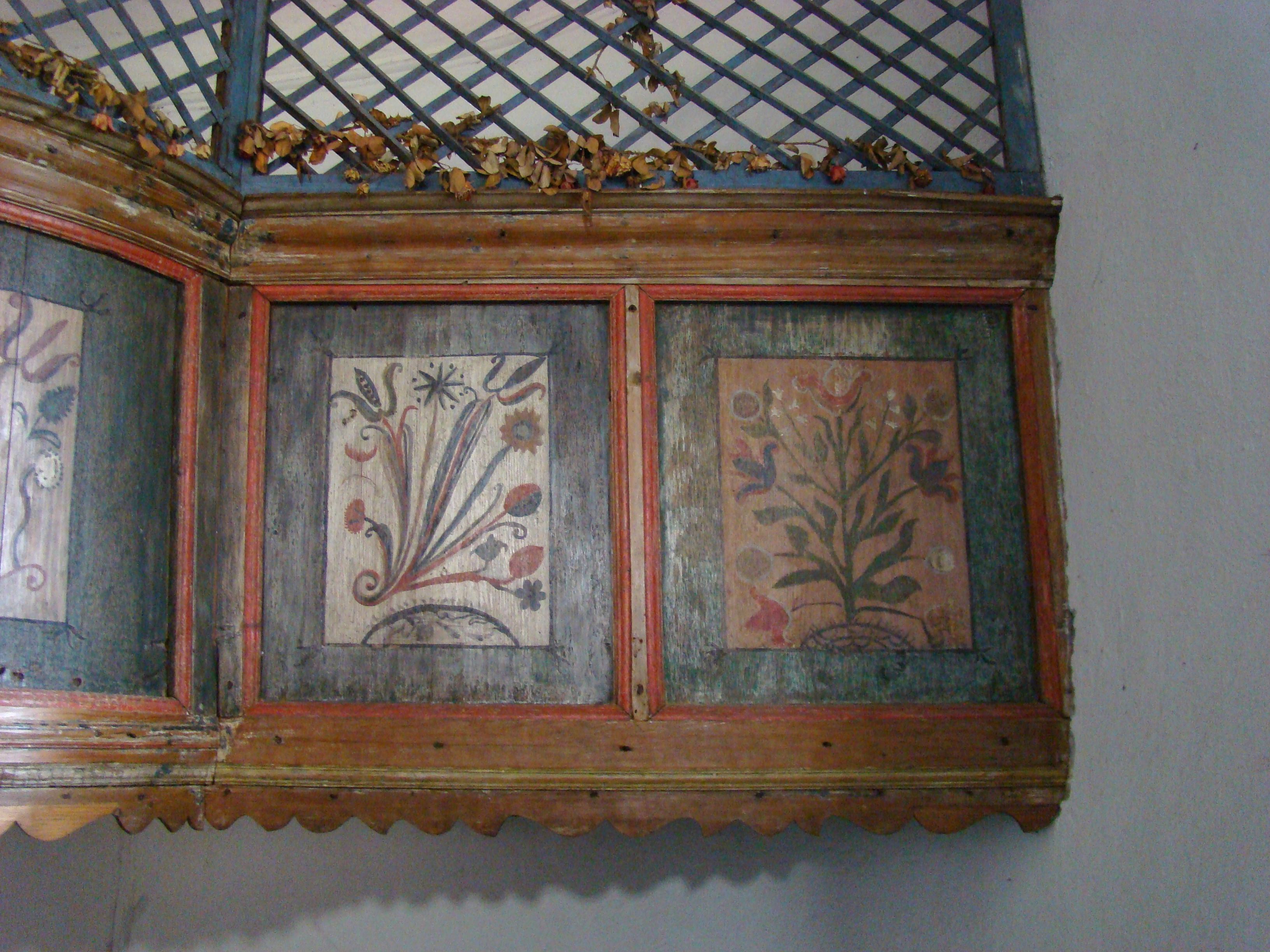
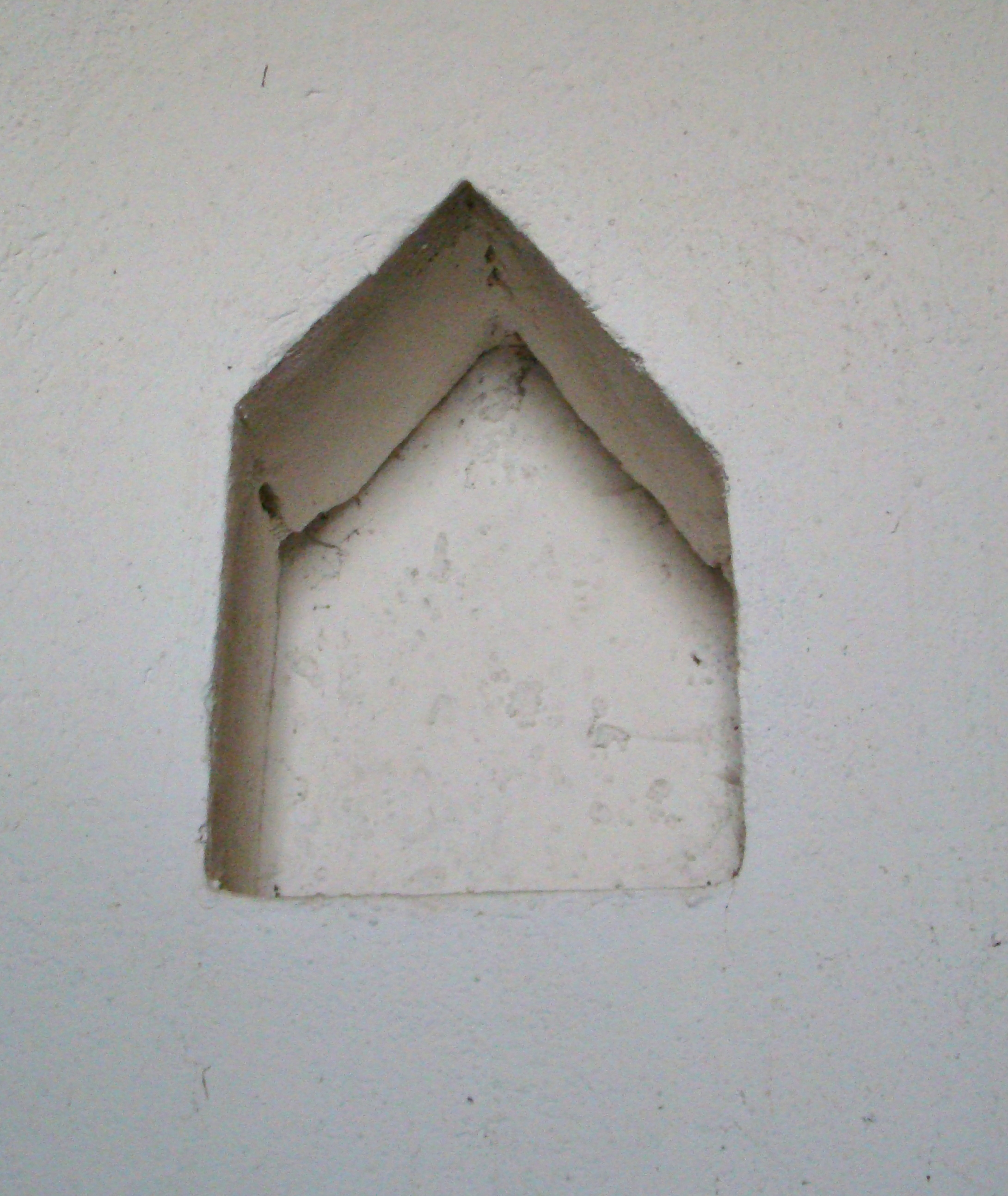
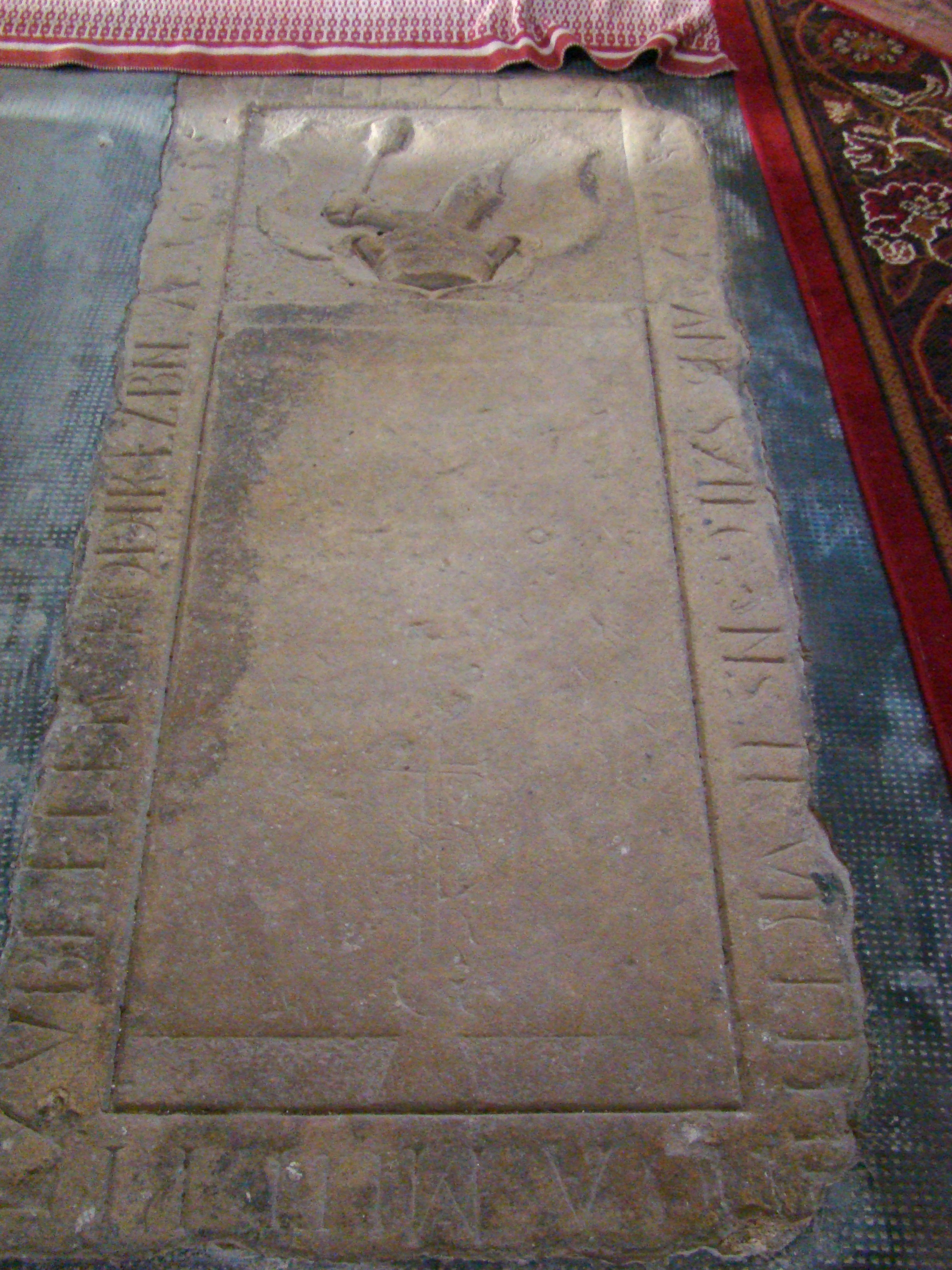
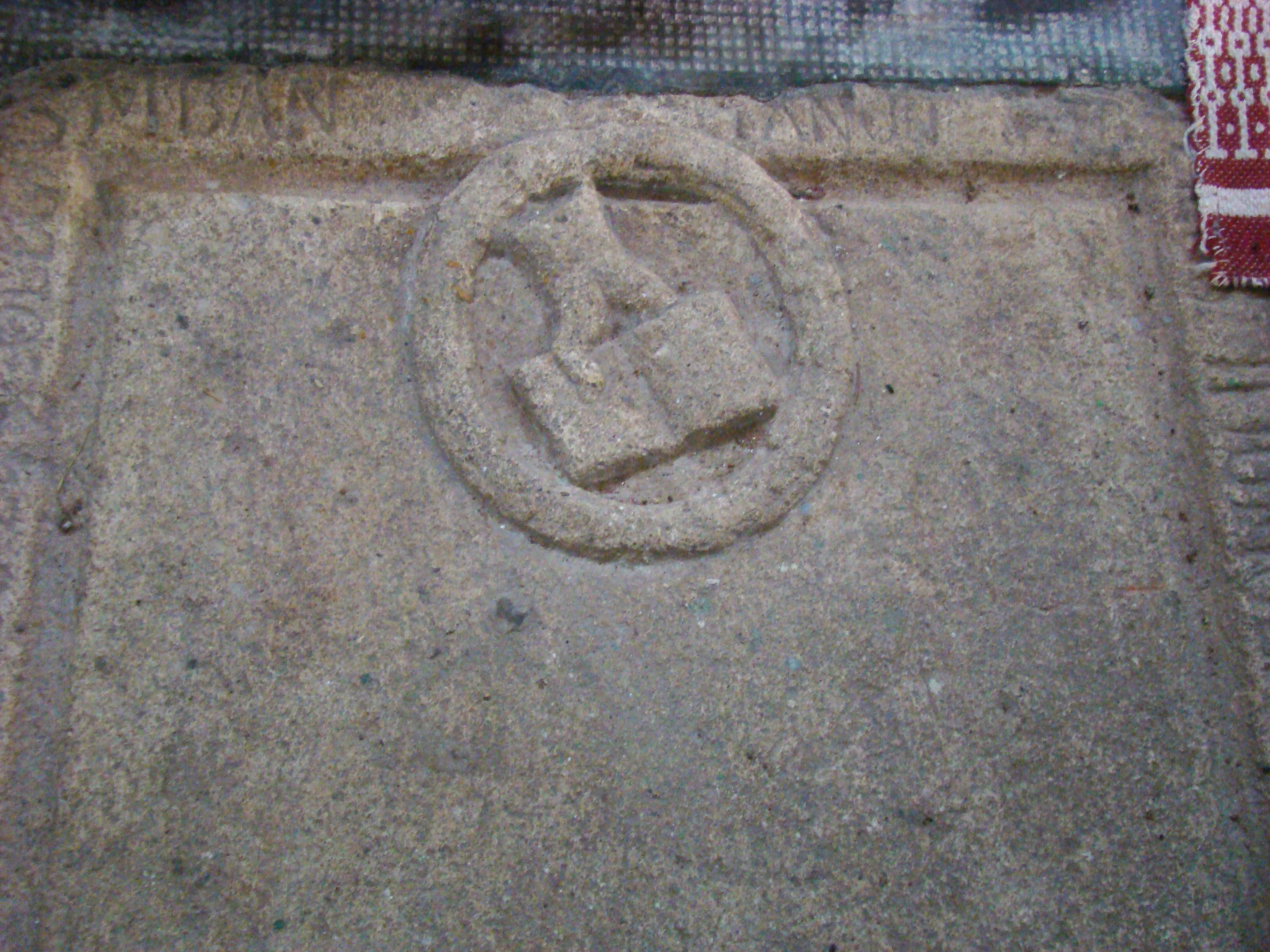
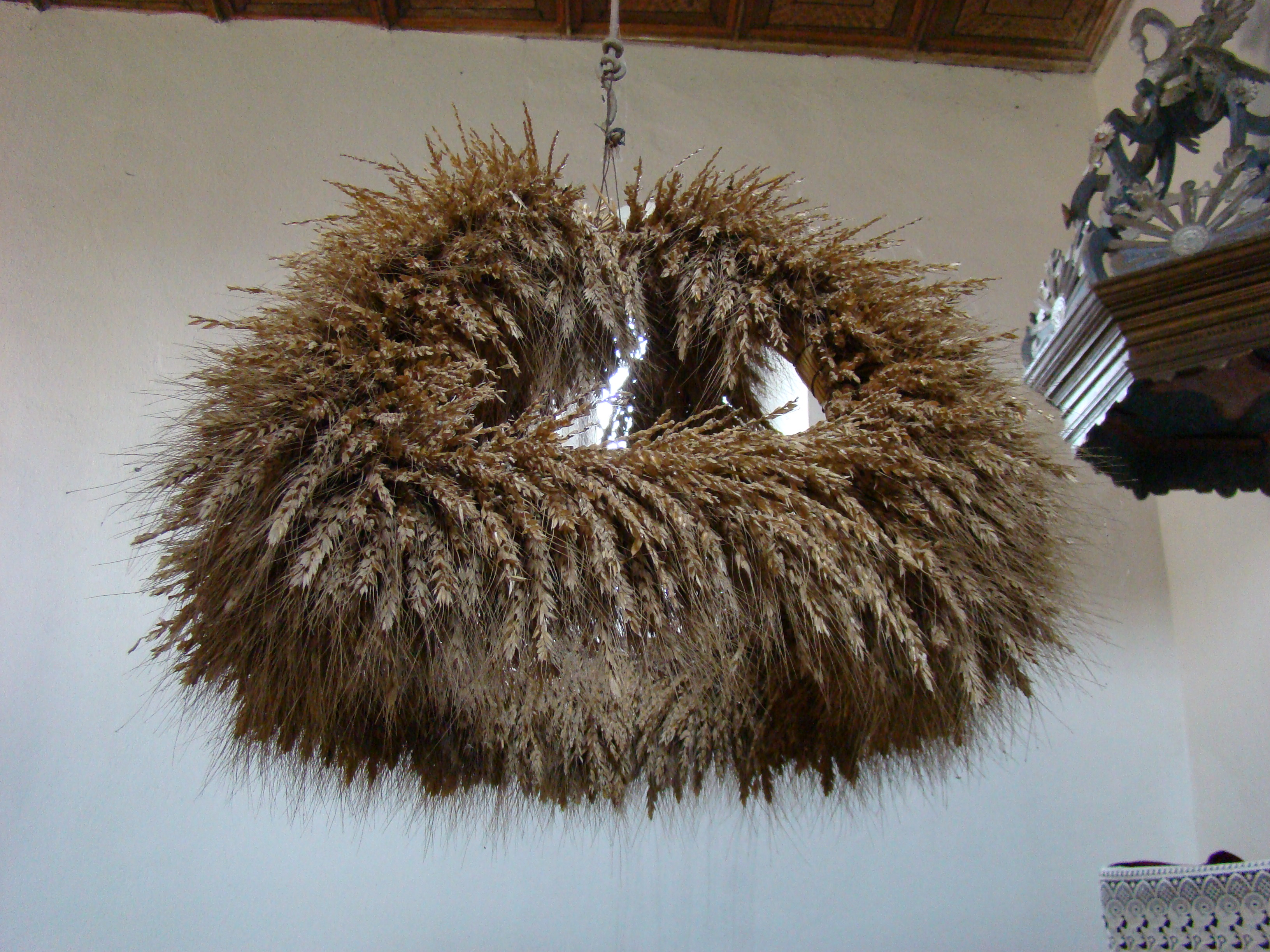
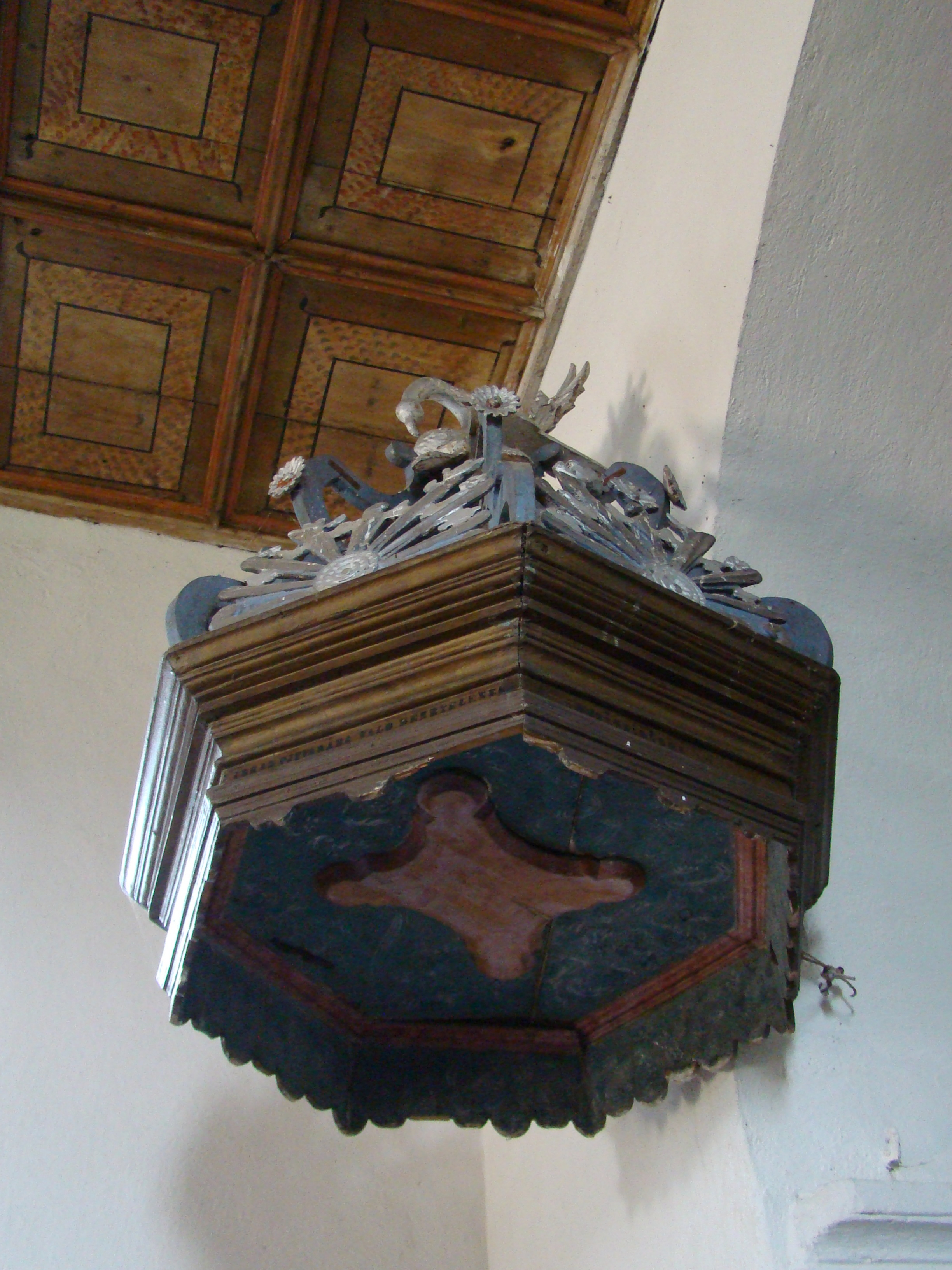
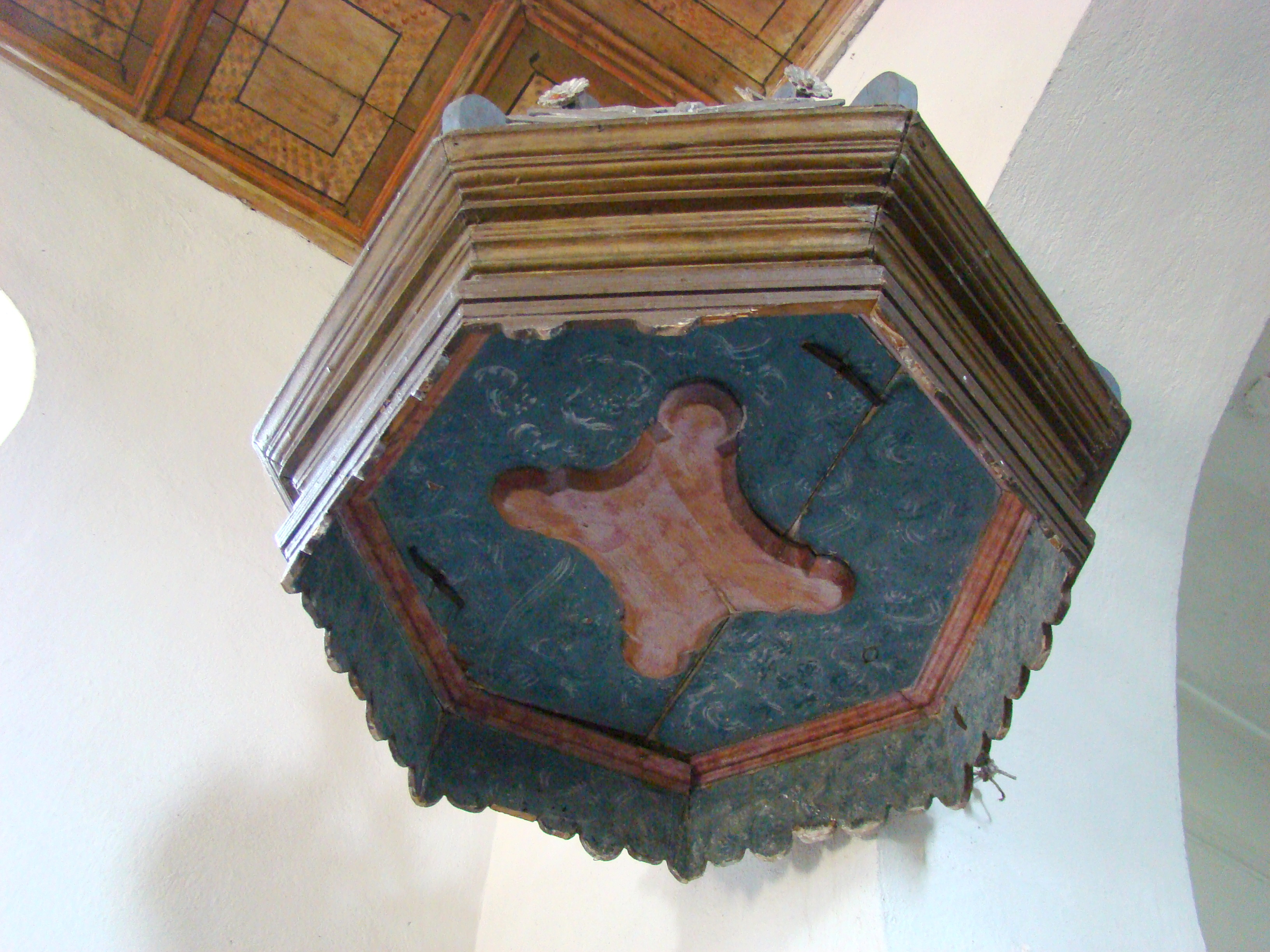
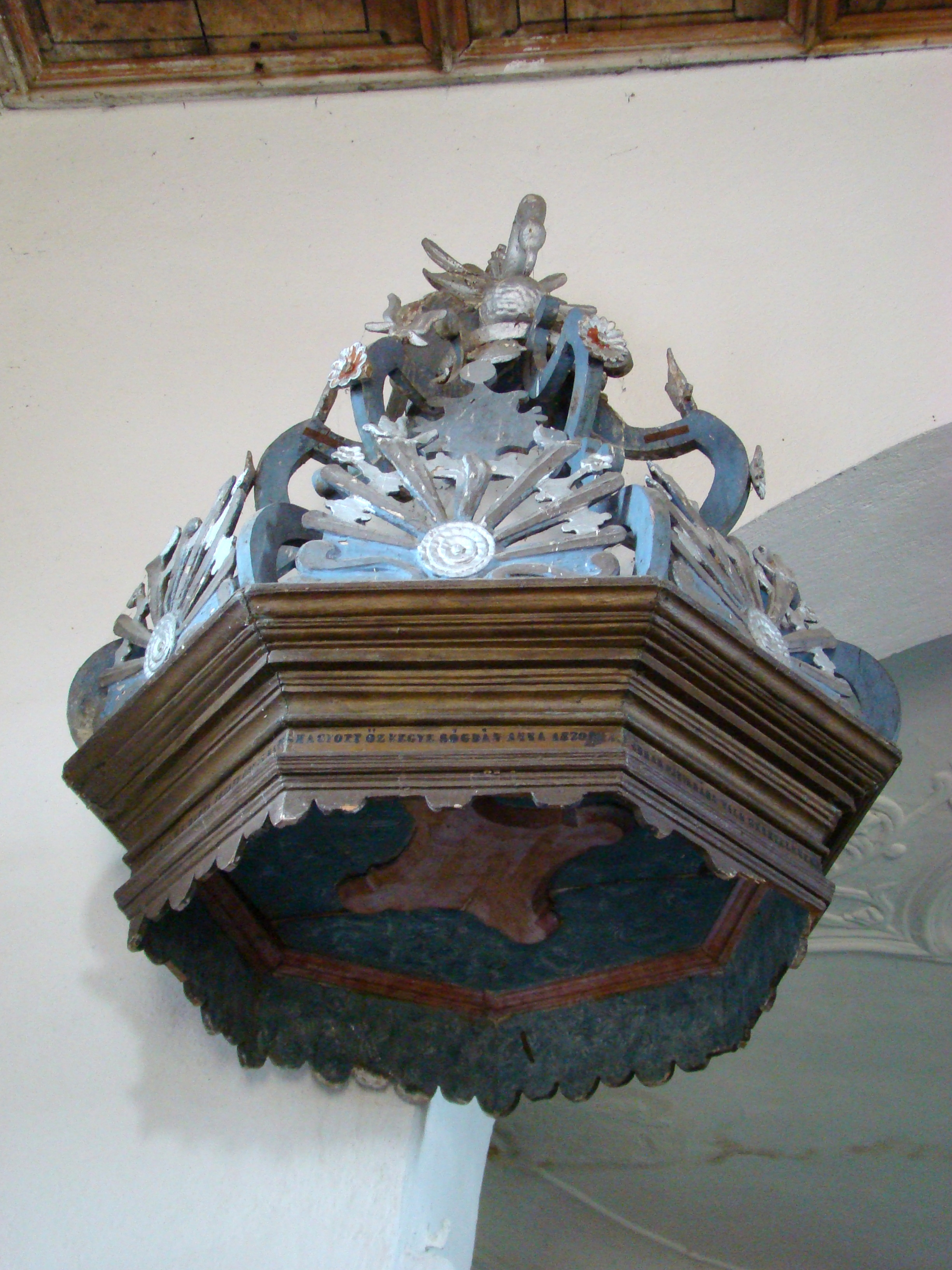
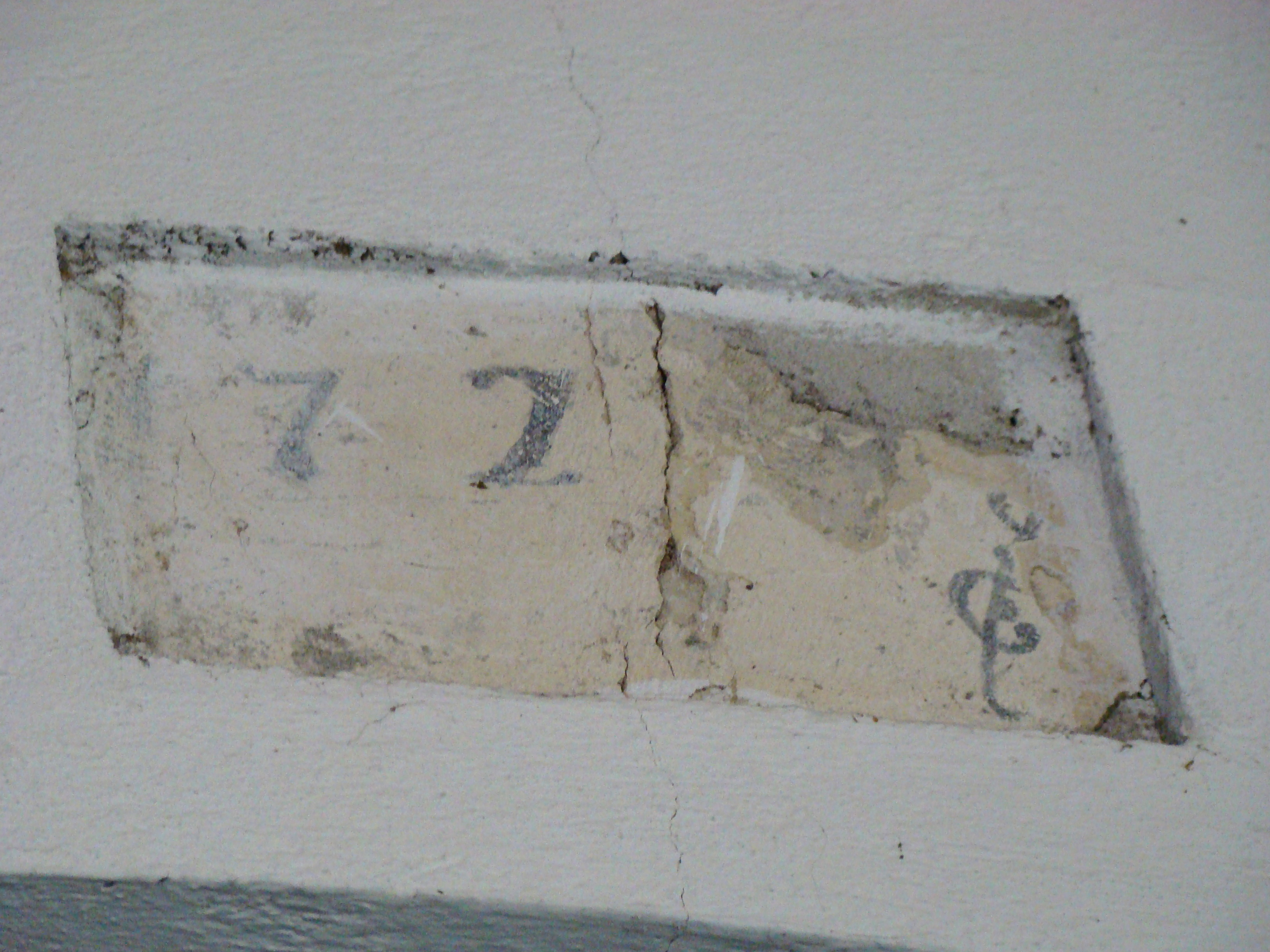
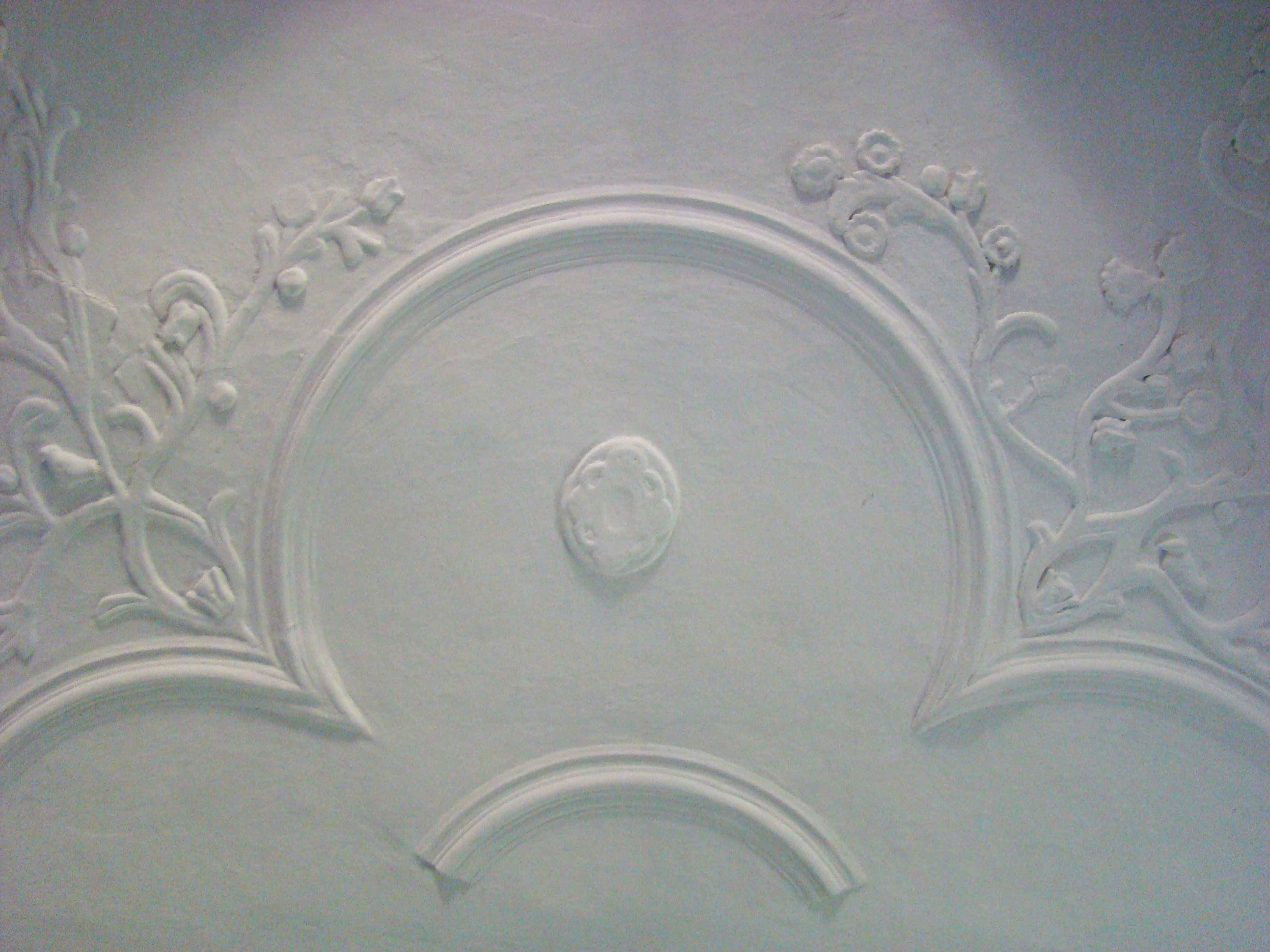
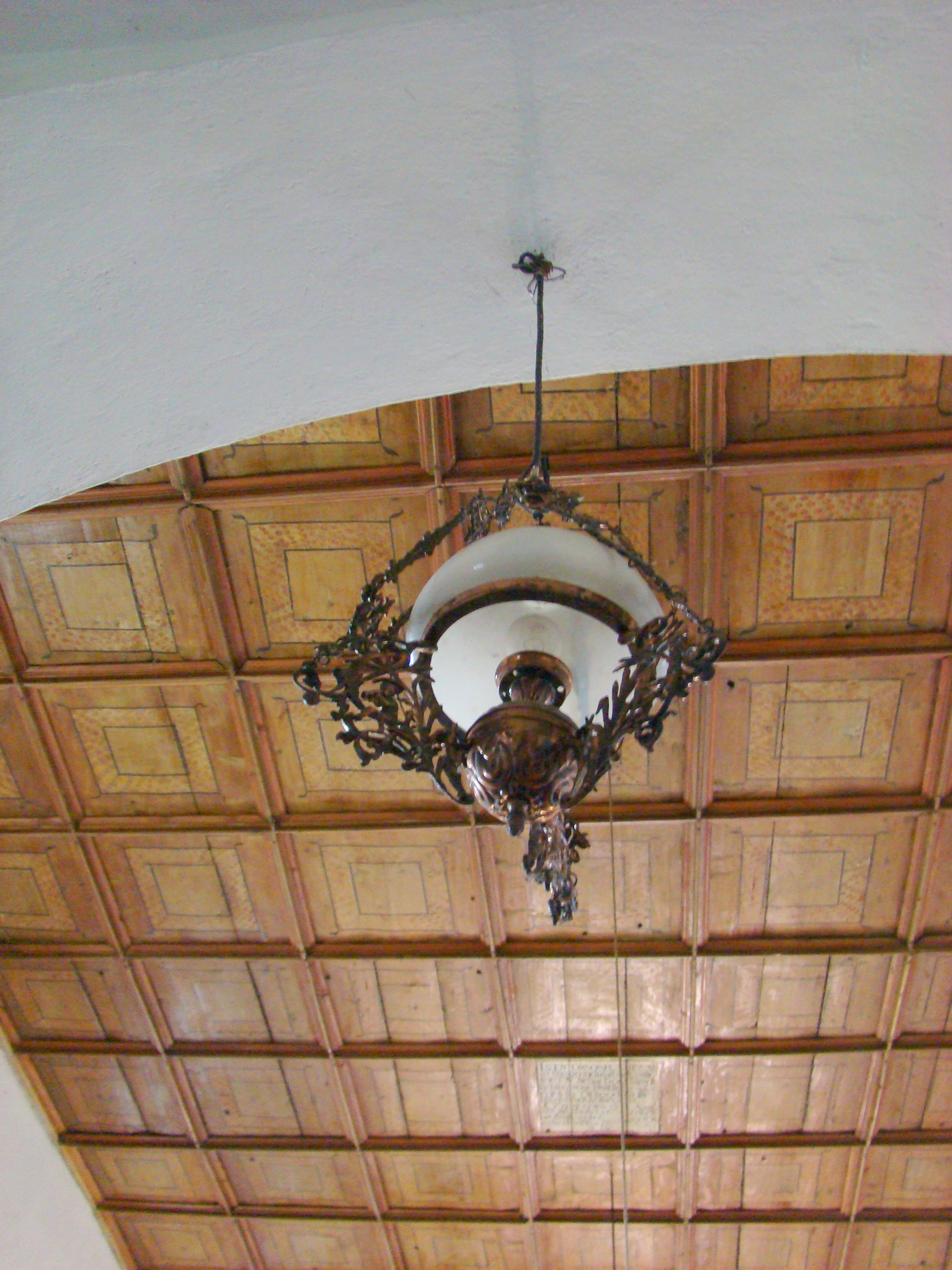
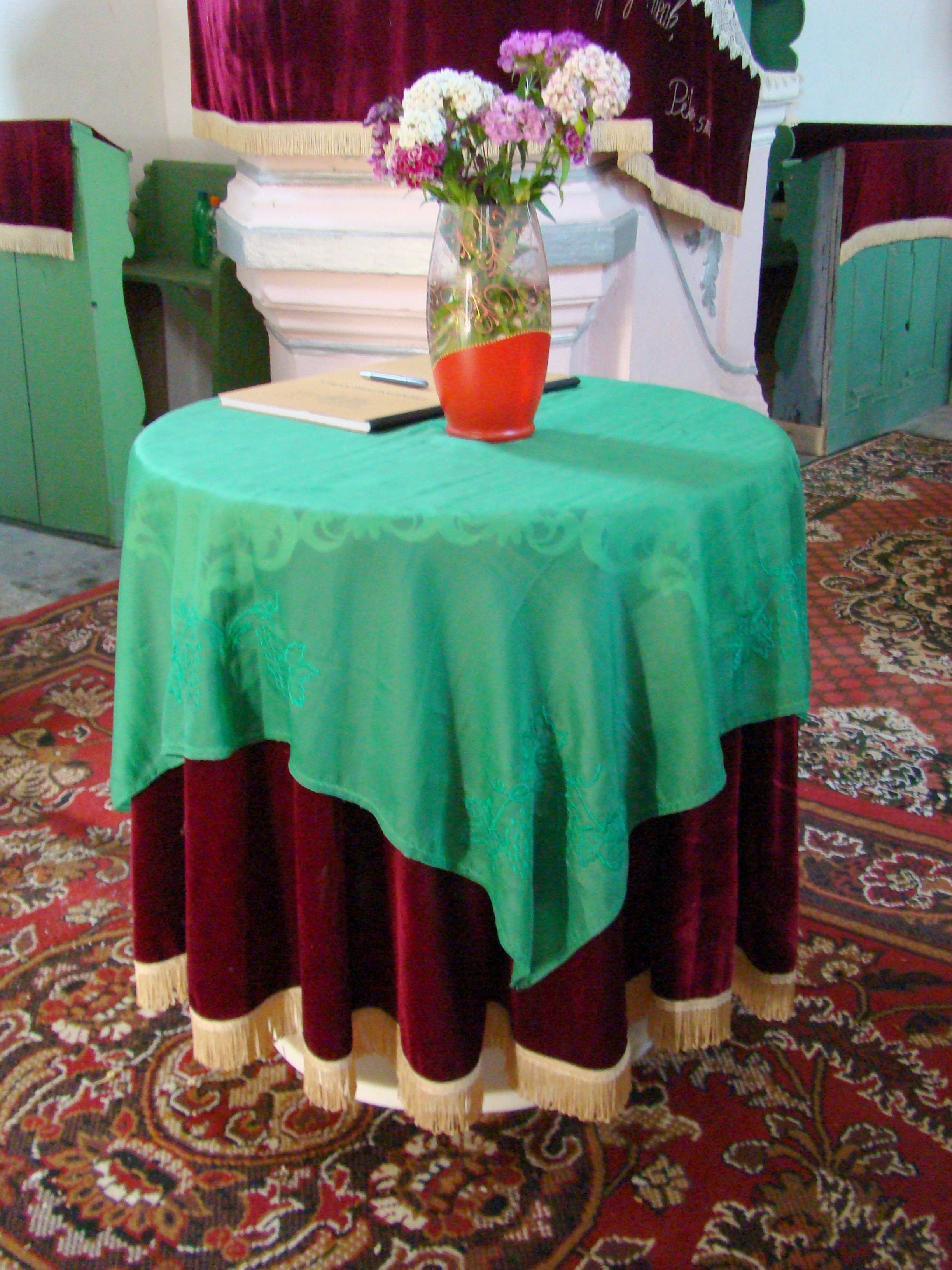
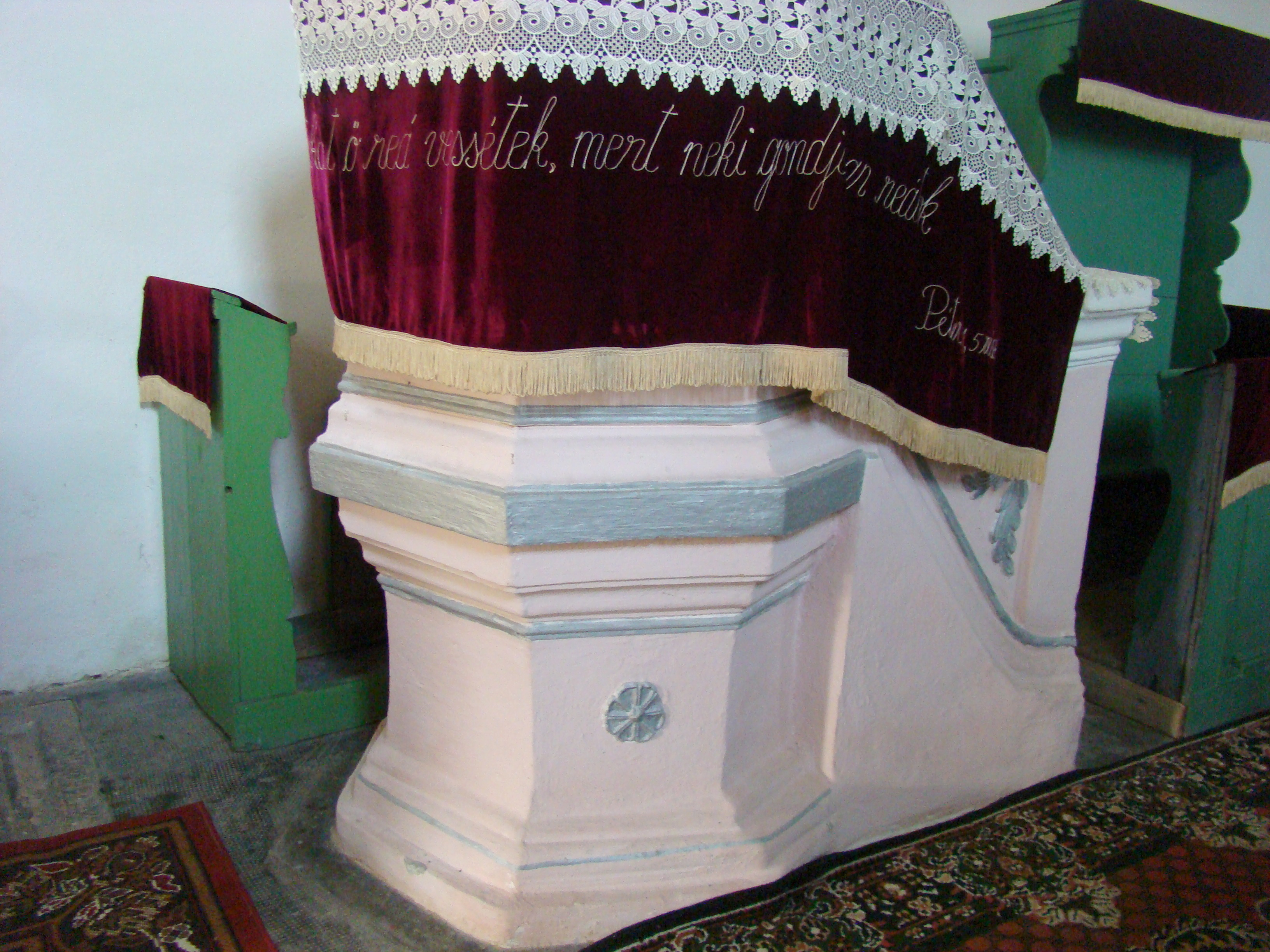
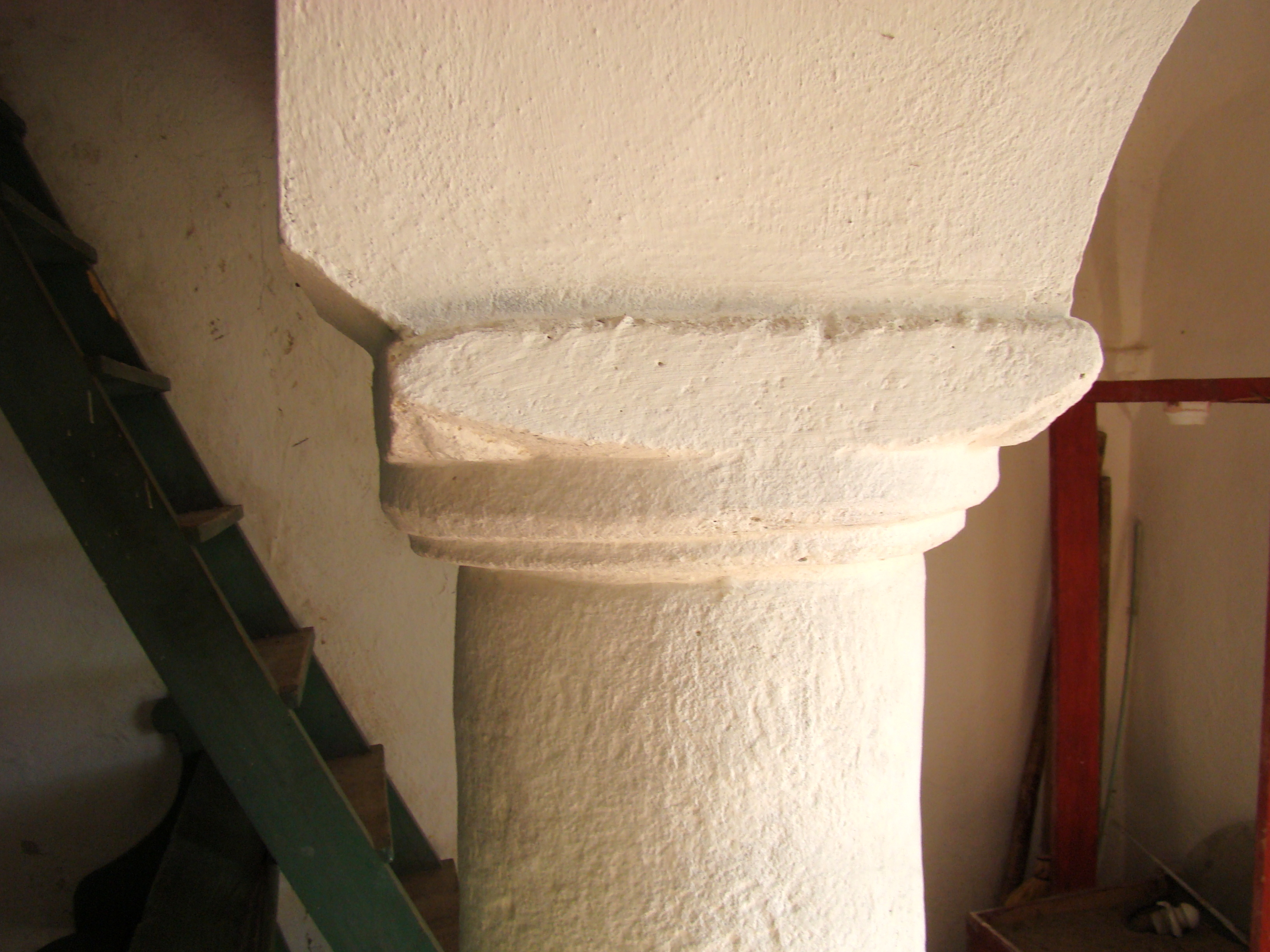
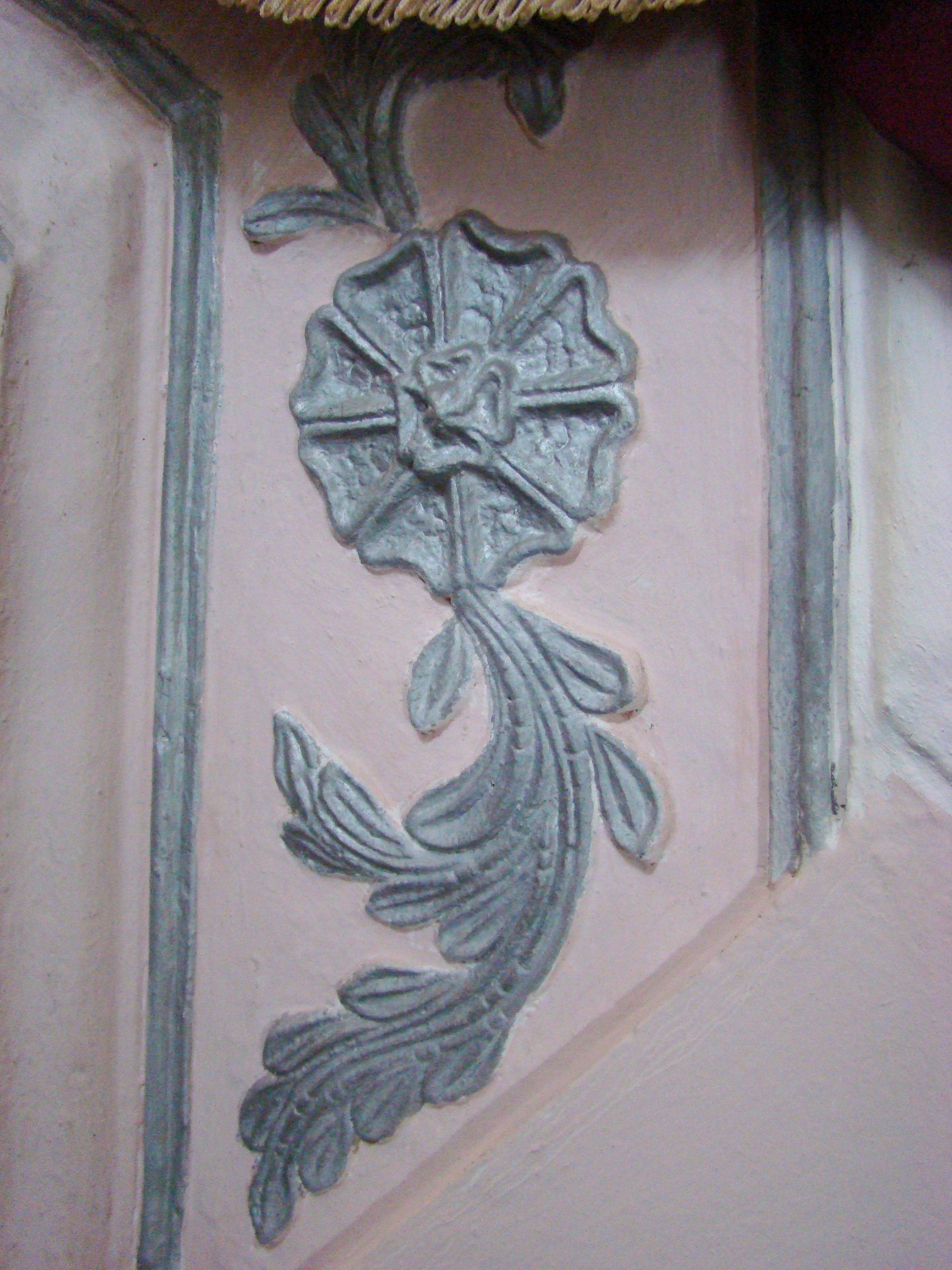
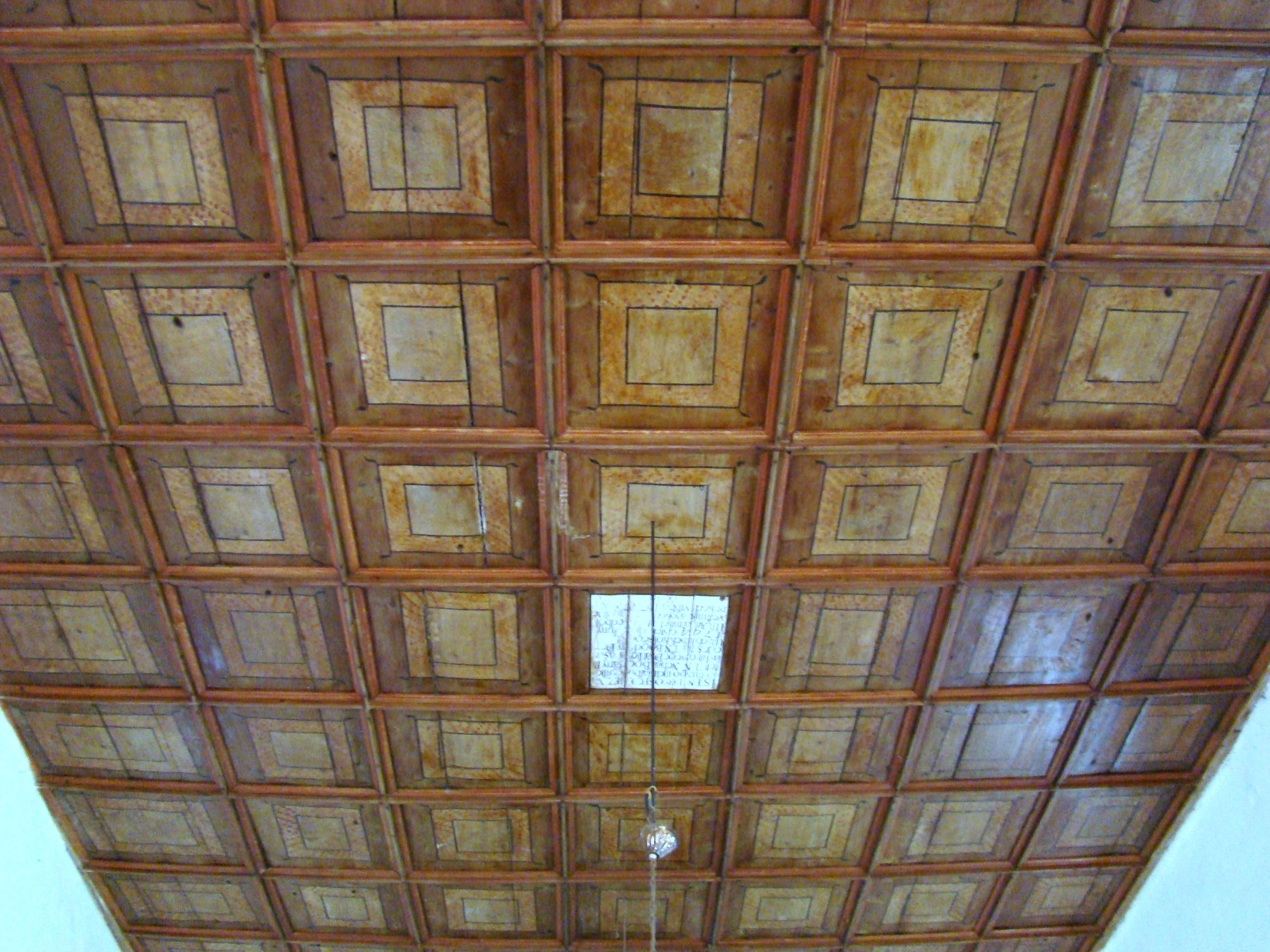
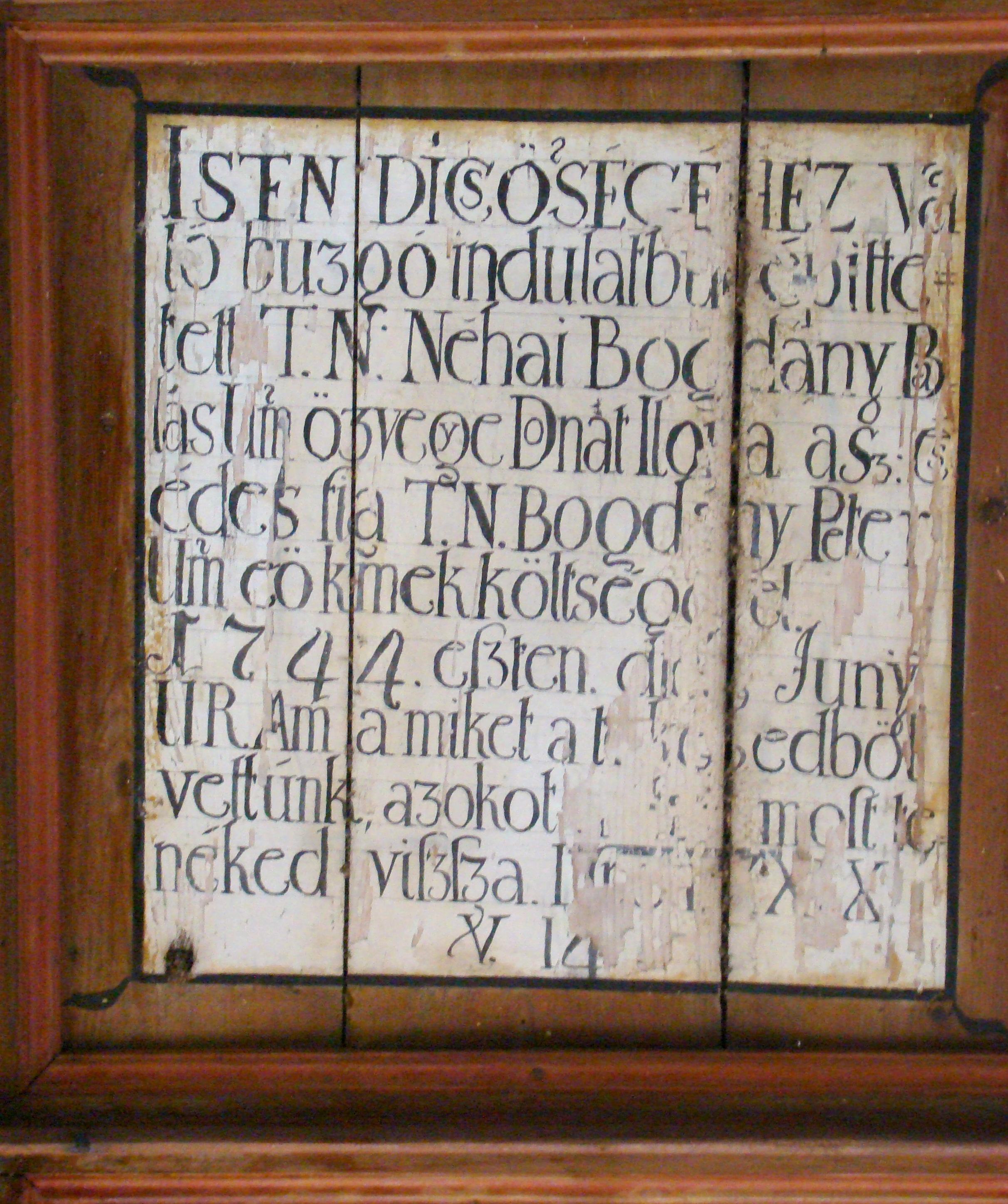
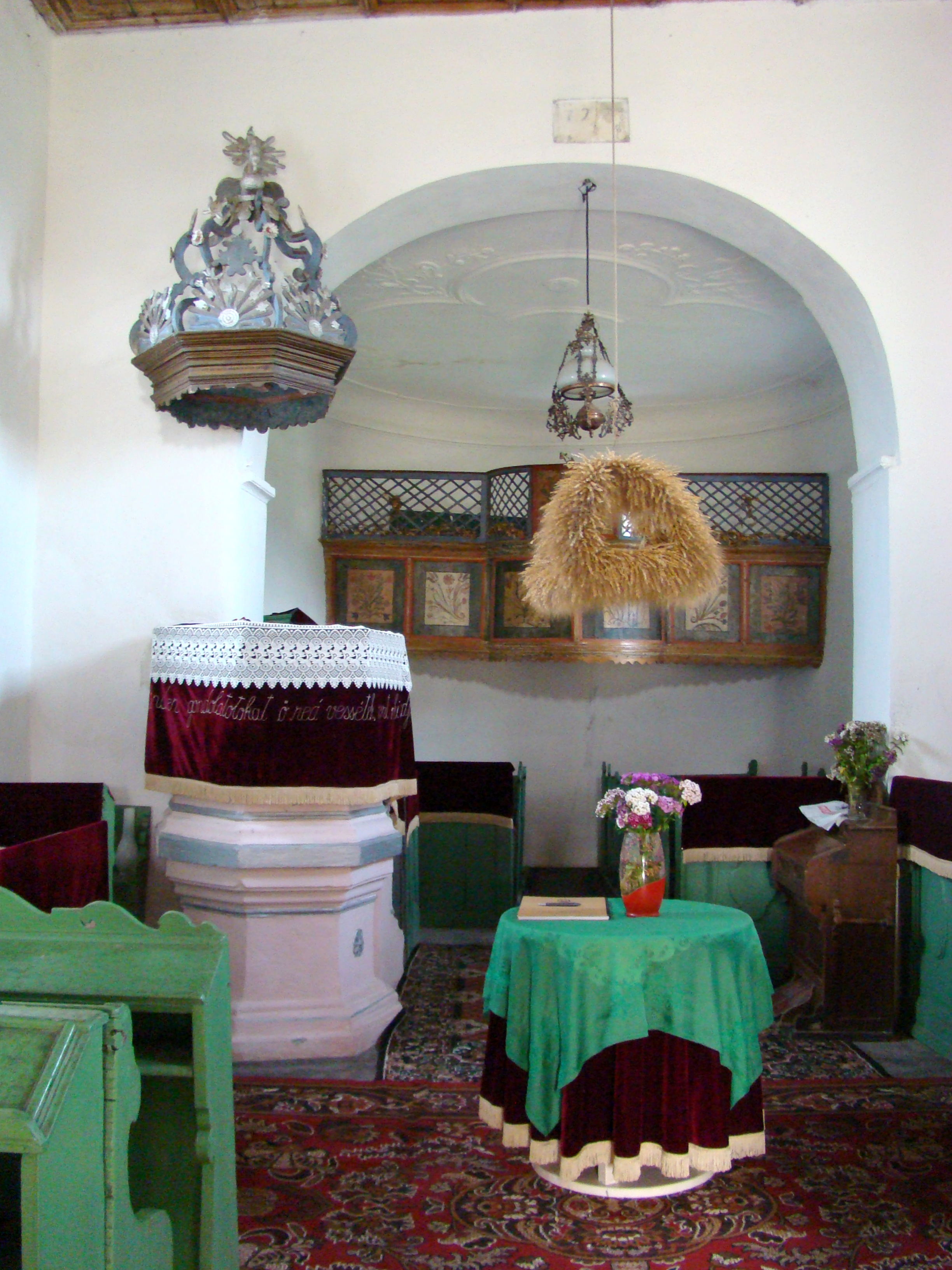